# Collezione Khalili di arte islamica

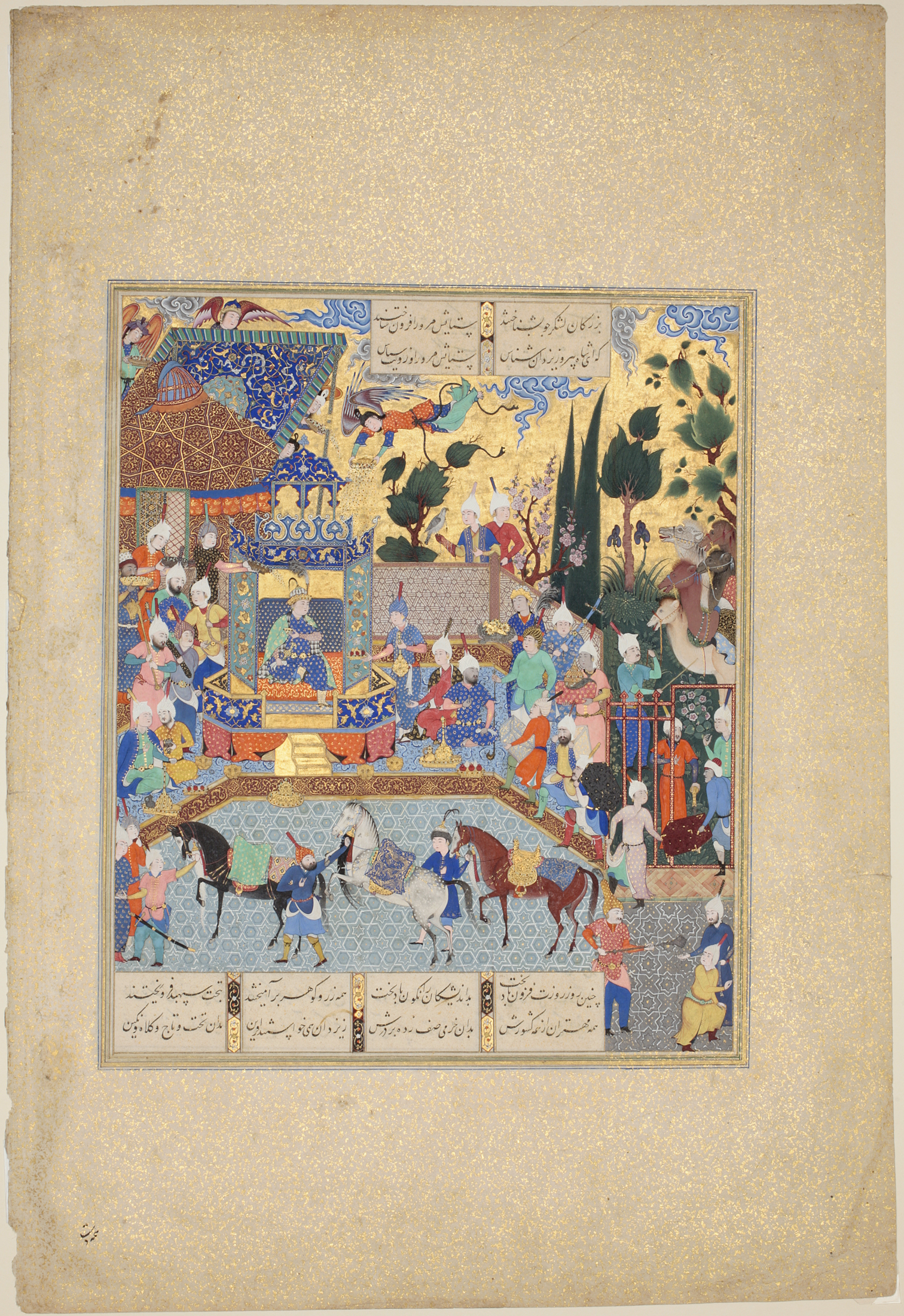
Folio da un esemplare dello Shāh-Nāmeh di Firdusi realizzato per lo Scià Tahmasp I; Tabriz, Iran, 1520–1550

La collezione Nasser D. Khalili di arte islamica (Khalili Collection of Islamic Art) comprende 28.000 oggetti che documentano l'arte islamica in un periodo di quasi 1400 anni, dal 700 circa alla fine del XX secolo. È la più grande delle collezioni Khalili: otto collezioni assemblate, conservate, pubblicate ed esposte dallo studioso, collezionista e filantropo britannico-iraniano Nasser Khalili, ognuna delle quali è considerata tra le più importanti nel suo genere. Quella Khalili è una delle collezioni d'arte islamica più complete al mondo e la più grande in mani private.
Oltre alle copie del Corano e ai manoscritti rari e illustrati, la collezione comprende album e dipinti in miniatura, lacche, ceramiche, vetro e cristallo di rocca, oggetti in metallo, armi e armature, gioielli, tappeti e tessuti, oltre 15.000 monete ed elementi architettonici. La collezione comprende fogli di manoscritti con miniature persiane, tra cui il Grande Shahnameh mongolo, lo Shahnameh di Scià Tahmasp I e il più antico manoscritto della storia mondiale, il Jami' al-tawarikh. Tra le armi e le armature c'è una sella d'oro del XIII secolo dell'era di Gengis Khan.
La collezione di ceramiche, che conta circa 2.000 pezzi, è stata descritta come particolarmente ricca di ceramiche blu e bianche dell'era timuride e anche di ceramiche pre-mongole di Bamiyan. La collezione di gioielli comprende più di 600 anelli. Circa duecento oggetti riguardano la scienza e la medicina islamica medievale, tra cui strumenti astronomici per l'orientamento verso La Mecca, altri strumenti, bilance, pesi e "ciotole magiche" destinate all'uso medico. Tra gli strumenti scientifici vi sono un globo celeste realizzato nel 1285–1286 e un astrolabio del XVII secolo commissionato dall'imperatore Moghul Shah Jahan.
Sono state allestite mostre, attingendo esclusivamente ai pezzi dalla collezione, presso l'Art Gallery of New South Wales a Sydney, l'Istituto del mondo arabo a Parigi e la Nieuwe Kerk ad Amsterdam, nonché in molti altri musei e istituzioni in tutto il mondo.  Una mostra all'Emirates Palace di Abu Dhabi nel 2008 è stata, all'epoca, la più grande mostra di arte islamica mai tenuta.
Il Wall Street Journal l'ha descritta come la più grande collezione di arte islamica esistente. Secondo Edward Gibbs, presidente per il Medio Oriente e l'India di Sotheby's, è la migliore collezione di questo genere in mani private.

## Collezioni Khalili

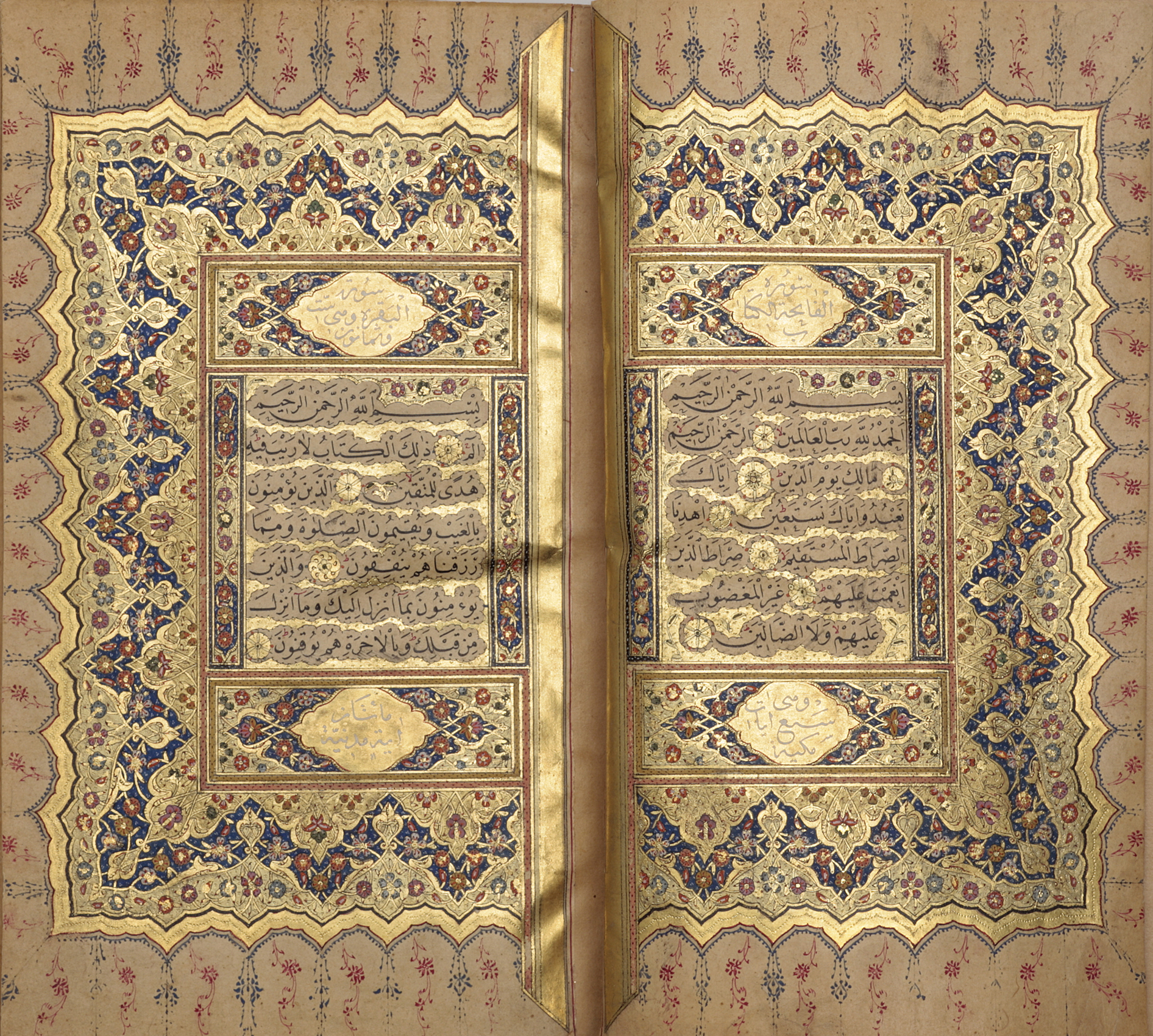
Corano in volume unico, Istanbul, 1778

Con sede nel Regno Unito e originario dell'Iran, Nasser David Khalili ha raccolto otto distinte collezioni d'arte, ciascuna considerata tra le più importanti nel suo genere. In totale, comprendono 35.000 oggetti. Iniziò a collezionare arte islamica nel 1970. Le collezioni private di solito si concentrano sulla raccolta di serie complete di oggetti o sulla selezione di quelli di più alta qualità estetica; la collezione di Khalili unisce entrambe le tradizioni. La collezione di arte islamica è una delle due incentrate sull'Islam, insieme alla Collezione Khalili di Hajj e alle arti del pellegrinaggio. Gli smalti islamici compaiono anche nella Collezione Khalili degli smalti del mondo. Mentre collezionava arte islamica, Khalili conobbe nella tecnica dell'agemina, in cui la decorazione in oro e argento viene pressata su una superficie di ferro; questo lo portò ad acquisire una collezione separata di metallo damascato spagnolo.
Oltre a raccogliere, conservare, pubblicare ed esporre la collezione, Khalili ha finanziato la creazione di un centro di ricerca sull'arte islamica presso l'Università di Oxford nonché la prima cattedra universitaria in materia, presso la School of Oriental and African Studies a Londra. Le sue pubblicazioni includono una storia dell'arte e dell'architettura islamica che è stata pubblicata in quattro lingue. Khalili ha descritto l'arte islamica come "l'arte più bella e diversificata". Il suo obiettivo dichiarato è quello di utilizzare l'arte e la cultura "per creare buona volontà tra l'Occidente e il mondo musulmano".

## Oggetti della collezione

### Corani

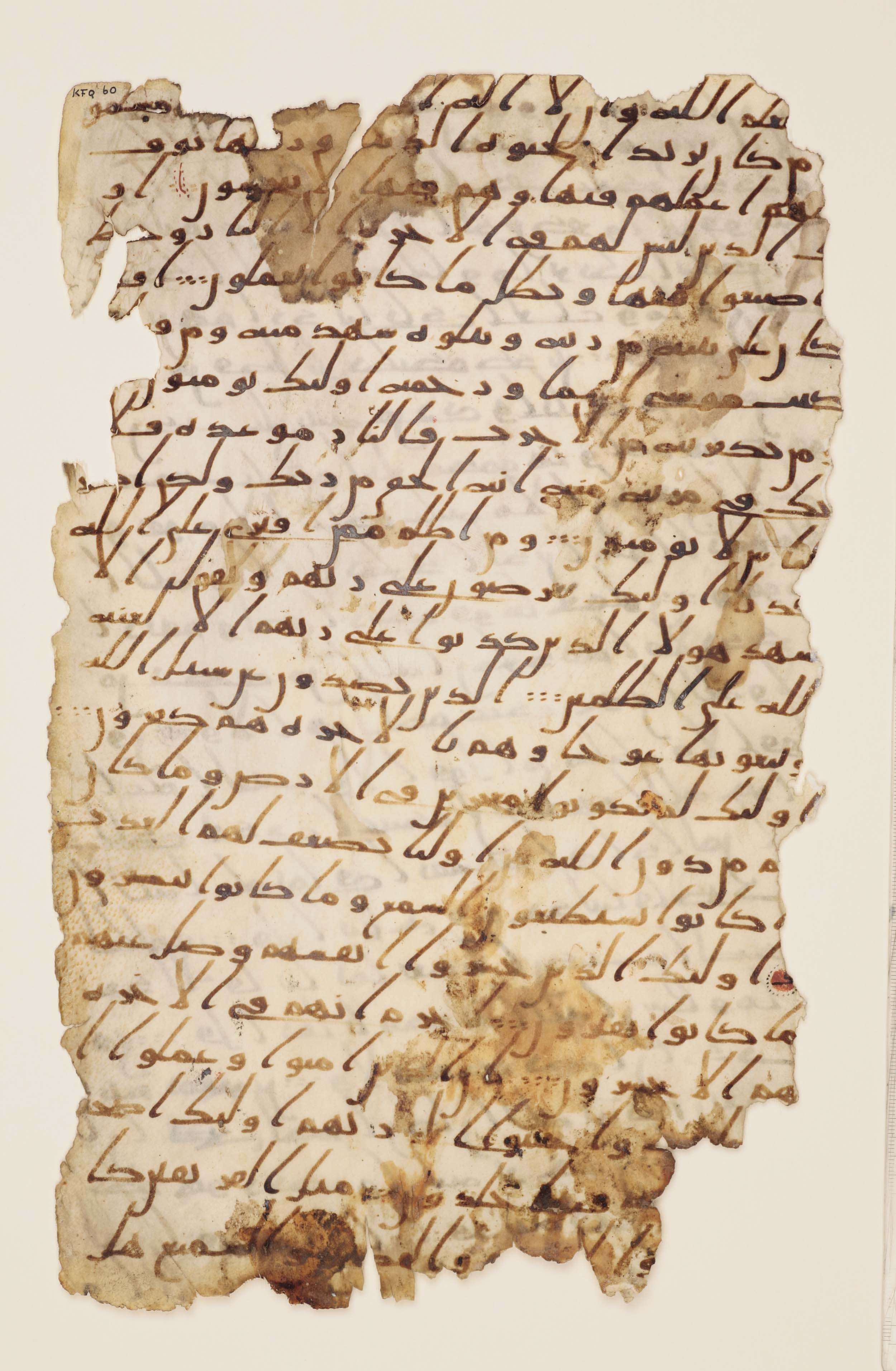
Folio singolo dal Codex Parisino-petropolitanus, uno dei primi Corani sopravvissuti, probabilmente realizzato a La Mecca o a Medina, VII o VIII secolo

La collezione di Corani completi e singoli in fogli ne comprende 98 da prima del 1000, 56 dal 1000 al 1400, 60 dal 1400 al 1600, e più di 150 dal 1600 in poi. È stata descritta dallo storico Robert Irwin come "una delle più grandi e rappresentative raccolte di manoscritti coranici al mondo" ed è la più grande collezione privata. Tra i primi oggetti della collezione vi sono alcuni esemplari completi con le loro legature originali. La collezione ha un foglio individuale del Codex Parisino-petropolitanus, uno dei più antichi manoscritti coranici sopravvissuti. Ci sono due fogli dal Corano blu del X secolo, l'unico superstite in pergamena tinta in indaco. Una sezione di un Corano del XIII secolo porta la firma del calligrafo Yaqut al-Musta'simi, considerato uno dei grandi della calligrafia coranica classica. Un Corano a volume unico eccezionalmente grande, datato 1552, era nella biblioteca imperiale Moghul durante i regni di Aurangzeb e Shah 'Alam, e porta i loro sigilli. Si pensa che sia stato commissionato da Shah Tahmasp. Un Corano a volume unico del XVIII secolo, opera del calligrafo Mahmud Celaleddin Efendi, era precedentemente di proprietà della principessa ottomana Nazime Sultan.

### Manoscritti illustrati e dipinti in miniatura

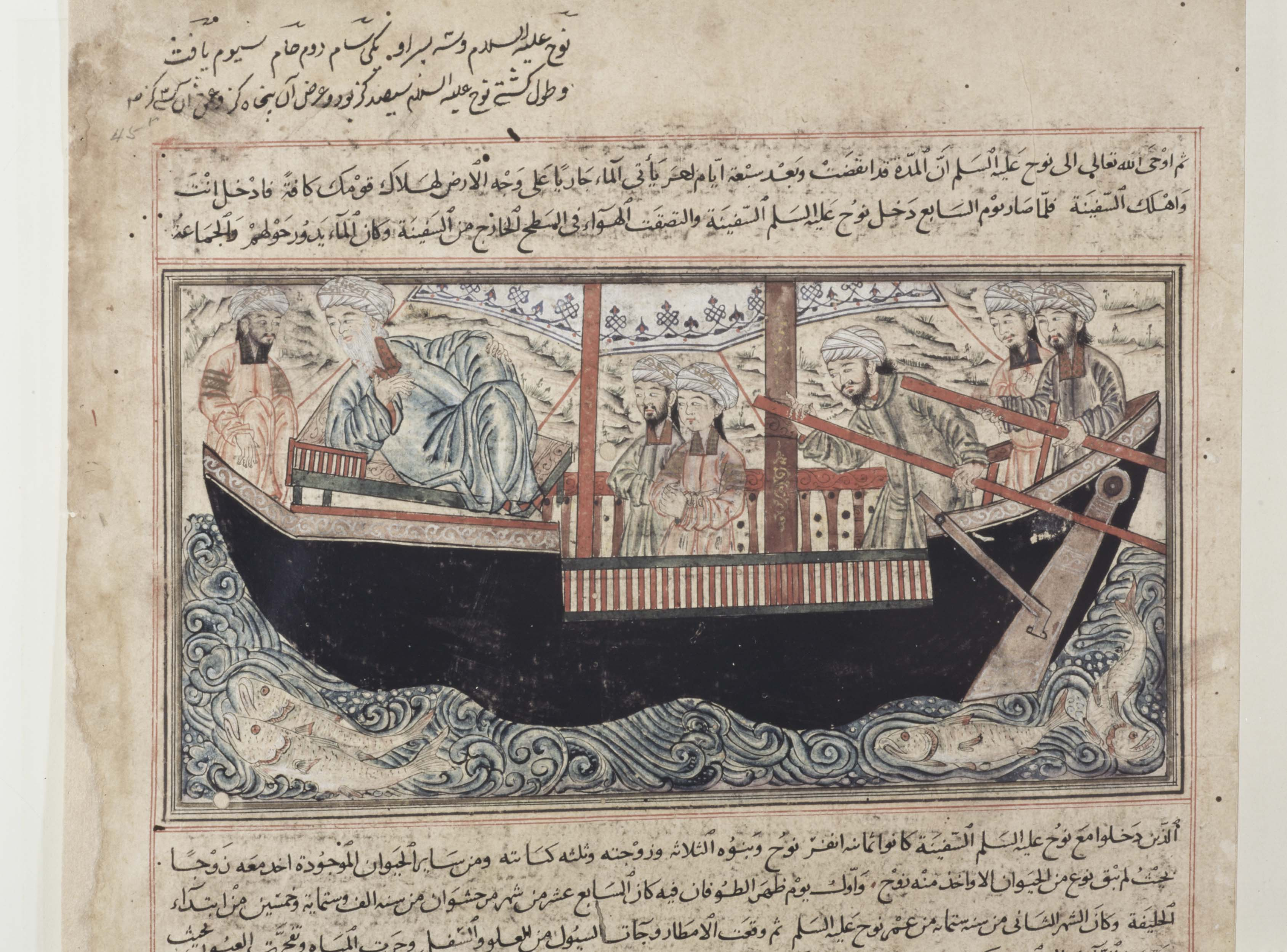
Arca di Noè, dal Jami' al-tawarikh di Rashid al-Din, Tabriz, 1314–15

I manoscritti illustrati della collezione comprendono copie complete e fogli staccati dall'Iran, dall'India e dalla Turchia. Esistono diversi esemplari completi o fogli dello Shāh-Nāmeh (Libro dei Re), il poema epico nazionale dell'Iran, il cui testo e le cui illustrazioni combinano materiale storico e mitico. Questi includono dieci fogli illustrati dallo Shahnameh di Shāh Ṭahmasp (circa 1520), quattro dallo Shahnameh Eckstein del tardo XVI secolo, e uno dei 57 fogli sopravvissuti del Grande Shahnameh mongolo (circa 1330).
Ci sono diversi esemplari del Khamsa di Nizami, che comprende cinque poemi epici. Un dīwān (raccolta di poesie) del poeta Hafez del XIV secolo è datato (1567-1568) con due dipinti miniati. Tra i molti fogli staccati provenienti dall'Iran, in particolare Isfahan del XVII secolo, ci sono opere di Reza Abbasi, Mo'en Mosavver, Mohammad Zaman, Aliquli Jabbadar e Shaykh 'Abbasi. Un esemplare del XV secolo del Masnavi, una poesia dello studioso e mistico Rūmī, è illustrato con inchiostro, acquerello e oro. I fogli della Turchia ottomana del XV secolo ne includono due dal Siyer-i Nebi (una biografia del profeta Maometto) commissionata dal sultano Murad III. Alcuni fogli provengono da opere di storia dinastica o globale, inclusi due del primo esemplare illustrato sopravvissuto dello Zafarnama di Sharaf al-Din Ali Yazdi, del 1436. C'è una sezione del più antico manoscritto del Jami' al-tawarikh, la storia mondiale di Rashīd al-Dīn, l'altra sezione superstite dello stesso manoscritto è nella Biblioteca dell'Università di Edimburgo. Un dipinto del Padshanamah (cronaca del regno del re) mostra Shah Jahan, con la famiglia e i cortigiani, che osservano due elefanti che combattono.
Tra i 76 dipinti indiani ce ne sono molti commissionati da imperatori Moghul. Includono due fogli di un Rāmāyaṇa commissionato da Akbar per sua madre e un foglio del grande manoscritto illustrato dell'Hamzanama, anch'esso commissionato da Akbar. Ci sono due fogli illustrati dall'autobiografia di Babur, fondatore dell'Impero Moghul.

### Altri manoscritti

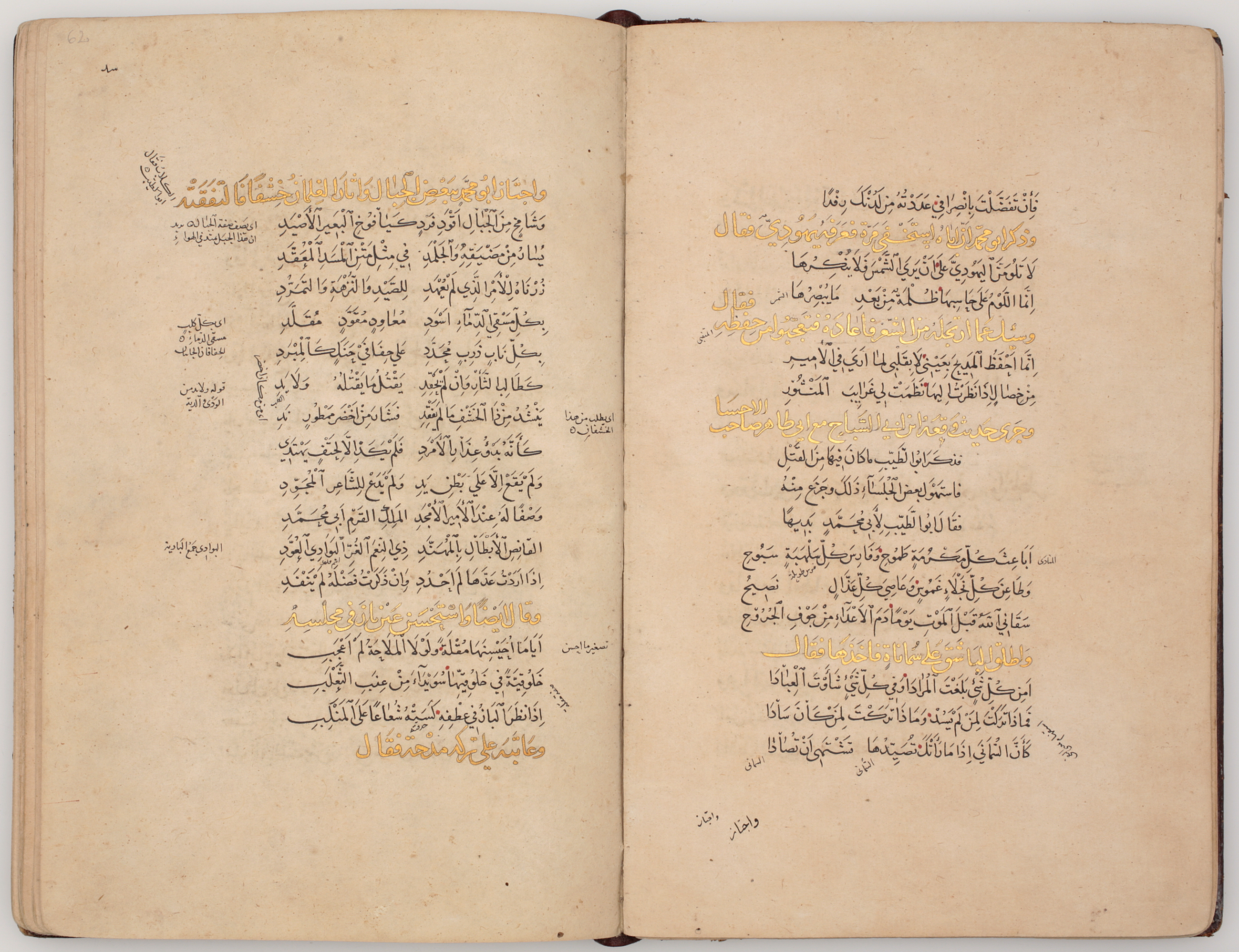
Il diwan (poesie complete) di Al-Mutanabbi

Altri manoscritti includono un esemplare riccamente miniato della prima parte di Al-Shifa bi Ta'rif Huquq al-Mustafa (un commento dettagliato sulla vita e il carattere di Maometto) della corte reale marocchina del XVII secolo. Un manoscritto di Tuhfah al-Saʿdiyyah, un commento al testo medico di Avicenna, Il canone della medicina, risale al XIV secolo. Un diwan del XIV secolo del poeta Al-Mutanabbi è illustrato secondo i più alti standard di quel periodo.

### Calligrafia

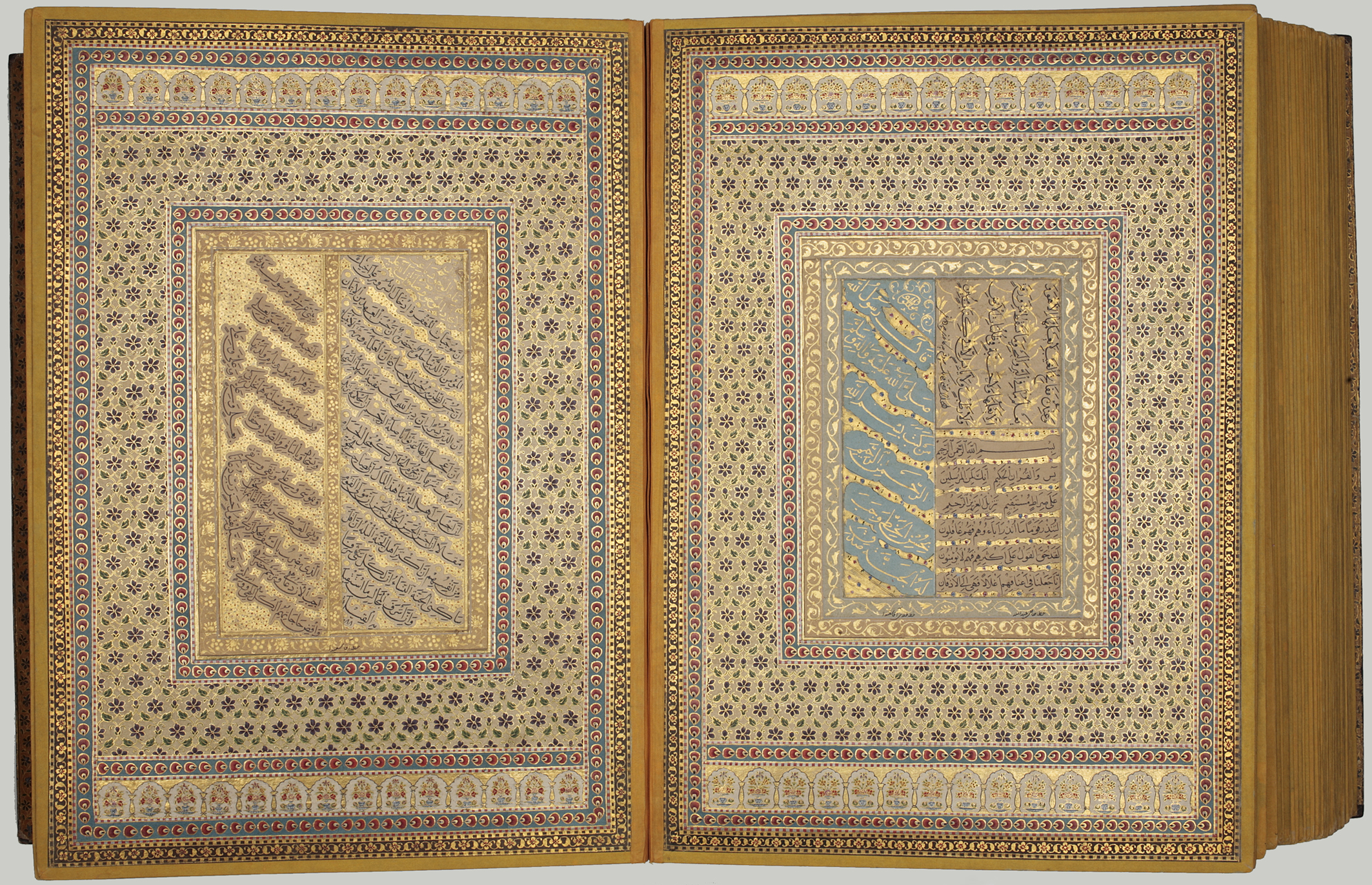
Album di calligrafia, India, fine XVII secolo

Tra i 174 esemplari di calligrafia ci sono Hilya (ritratti verbali di Maometto), ijāzāt (licenze che consentono al titolare di trasmettere conoscenze protette), muraqqaʿā (album di calligrafia) e siyah mashq (fogli di pratica calligrafica). I calligrafi includono Yaqut al-Musta'simi, noto per aver perfezionato e codificato sei stili calligrafici di base della scrittura araba, e altri influenzati da lui, così come i sultani Abdülmecid I e Mahmud II. La maggior parte della collezione proviene dalla Turchia ottomana dal XVII al XIX secolo. Un album di calligrafia contiene pezzi firmati dagli scribi dell'imperatore Moghul Aurangzeb.

### Oggetti in metallo

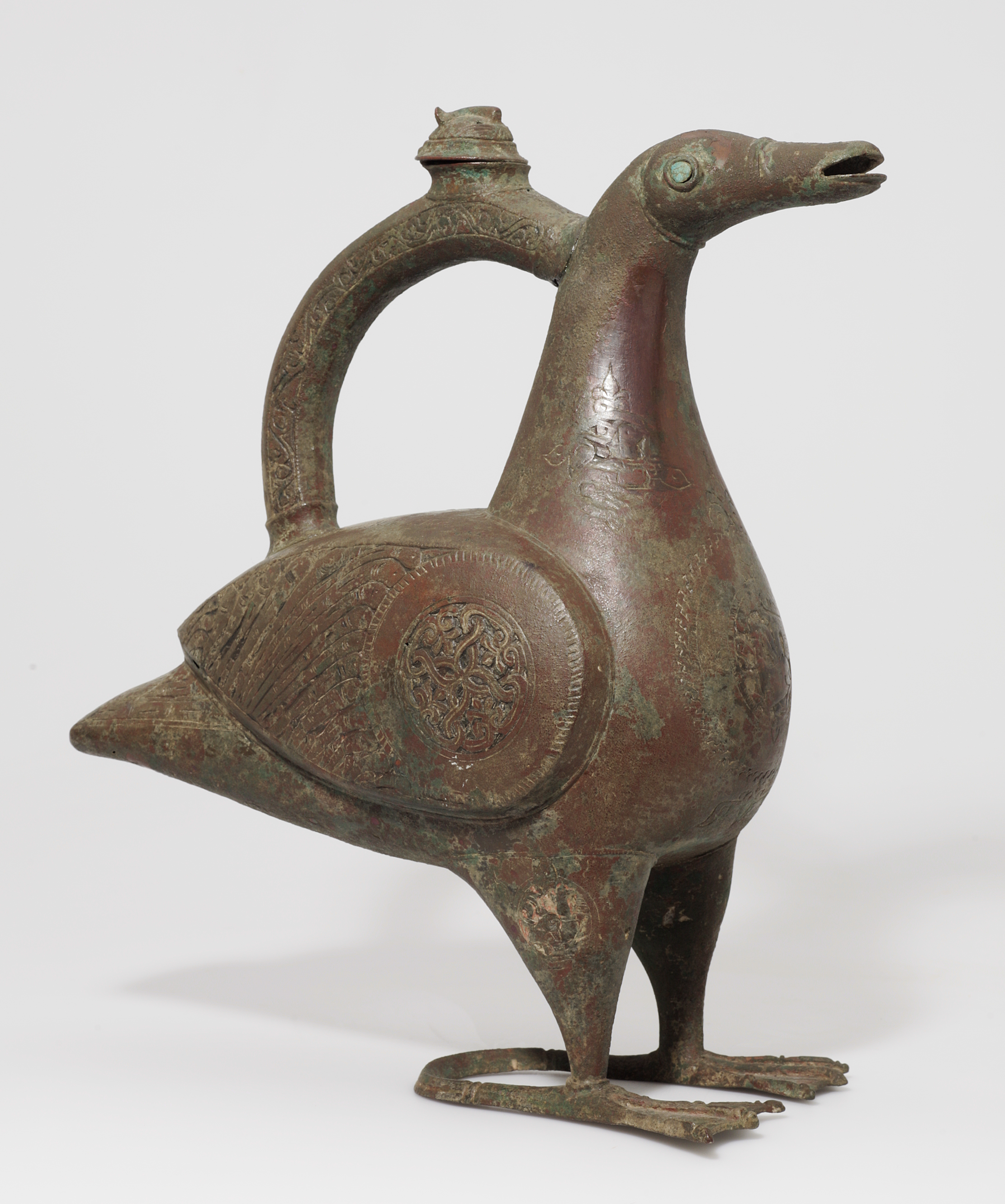
Aquamanile a forma di oca, Iran del XII secolo

I 1.000 oggetti in metallo della collezione coprono il periodo dal VI all'inizio del XX secolo. Provengono da tutto il mondo islamico, in particolare dall'Iran, dalla Giazira (nell'attuale Siria e Iraq) e dall'India del XVII e XVIII secolo. Gli oggetti includono ciotole, incensieri e brocche. Ottone e bronzo sono materiali comuni. I lavoratori del metallo dell'Iran del XII e XIII secolo realizzavano vasi e bruciaincensi a forma di uccelli e animali, e la collezione ne comprende diversi esemplari. Le decorazioni degli oggetti spaziano dai motivi arabescati alle iscrizioni e all'arte figurativa.
Sebbene sia raro nella lavorazione dei metalli islamici che gli artisti firmino o datino i loro pezzi, diversi oggetti della collezione hanno nomi o date incisi. Alcuni portano i nomi dei patroni; per esempio, una ciotola di ottone intarsiato d'argento del XIV secolo porta il nome di Al-Nasir Muhammad, un sultano mamelucco del XIII secolo. Uno scrigno di ottone della Giazira dell'inizio del XIII secolo, riccamente intarsiato d'argento, ha quattro quadranti numerici; questi facevano parte di una serratura a combinazione il cui meccanismo è ora mancante.

### Gioielleria
I gioielli della collezione comprendono quasi 600 ornamenti personali, e 200 articoli di lusso provenienti dai laboratori reali dell'Impero Moghul. Questa è la raccolta più completa di gioielli islamici. Di ornamenti ne sono presenti quasi di ogni tipo, da braccialetti e amuleti a bottoni e spille, dal VII secolo in poi. Sono decorati con gemme, smalti o niello. Gli oggetti fatimidi della collezione hanno lo stile in filigrana "corda e grano" caratteristico dell'Egitto o della Siria. Gli oggetti Moghul includono un rubino inciso con i nomi degli imperatori Shah Jahan e Jahangir. Una scatola dell'India Moghul del XVII secolo è composta da 103 smeraldi incisi in una cornice d'oro, sormontata da un diamante sfaccettato. La maggior parte degli oggetti in oro smaltato, realizzati per la corte Moghul, si trovano ora nei gioielli della corona iraniana o nel Museo dell'Ermitage a San Pietroburgo; un'eccezione è una scatola ottagonale nella collezione Khalili che risale al 1700 circa. Una ciotola per narghilè del XVIII secolo, proveniente da Mewar in India, è realizzata in oro con decorazioni in smalto colorato. Un distintivo d'oro, collare e stella, che costituisce l'emblema dell'Ordine del Leone e del Sole, è decorato con smalti e pietre preziose. Venne donato da Fath-Ali Shah Qajar dell'Iran al diplomatico britannico John Macdonald Kinneir.
Pochissimi anelli islamici erano stati documentati prima che Khalili pubblicasse la sua collezione di 618 pezzi. Mentre alcuni anelli sono puramente decorativi, molti funzionano come sigillo mentre altri hanno iscrizioni religiose destinate a proteggere chi li indossa. Lo storico dell'arte Marian Wenzel ha usato la collezione come base per una tipologia di anelli islamici.

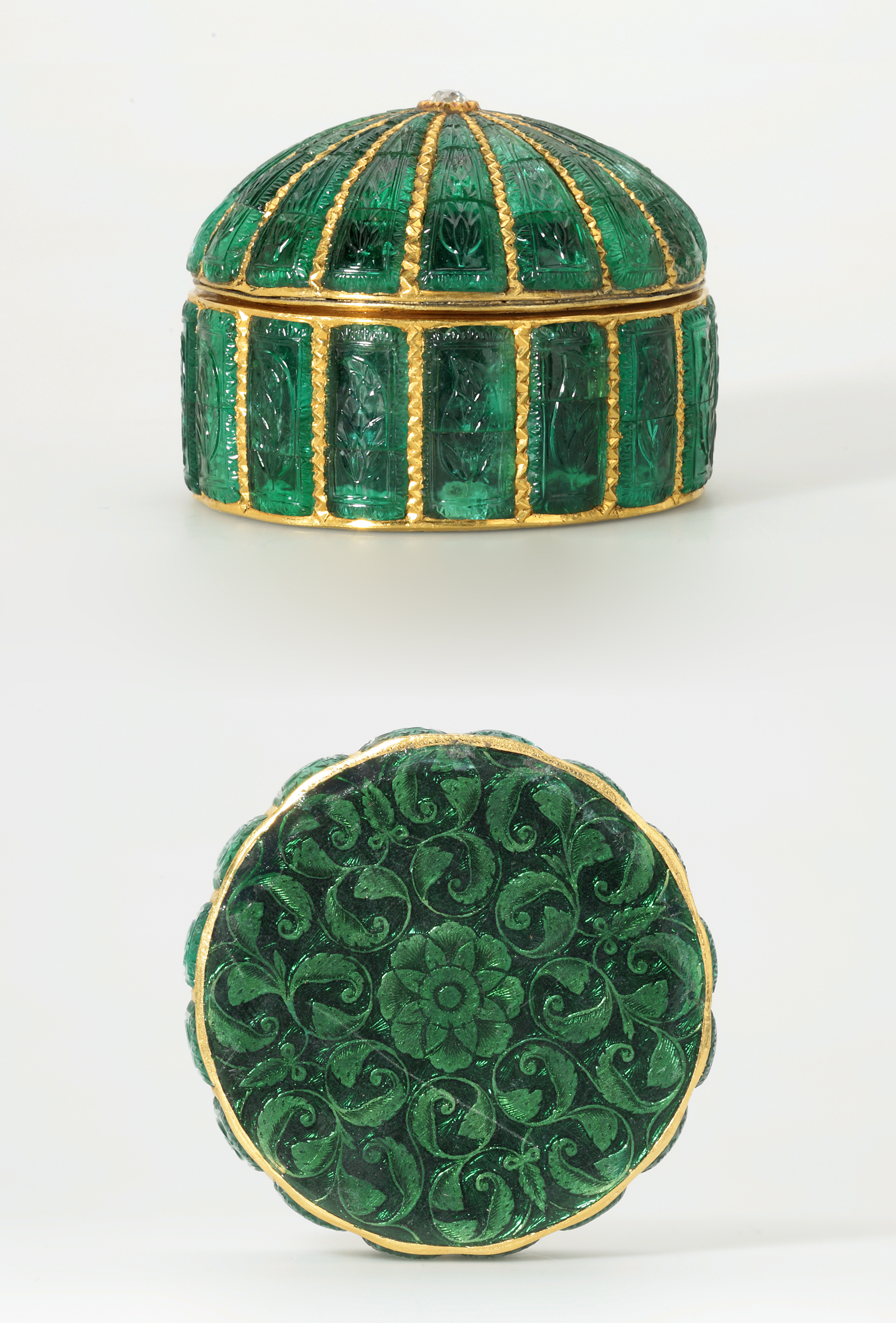
Scatola con smeraldi, India Moghul, c. 1635
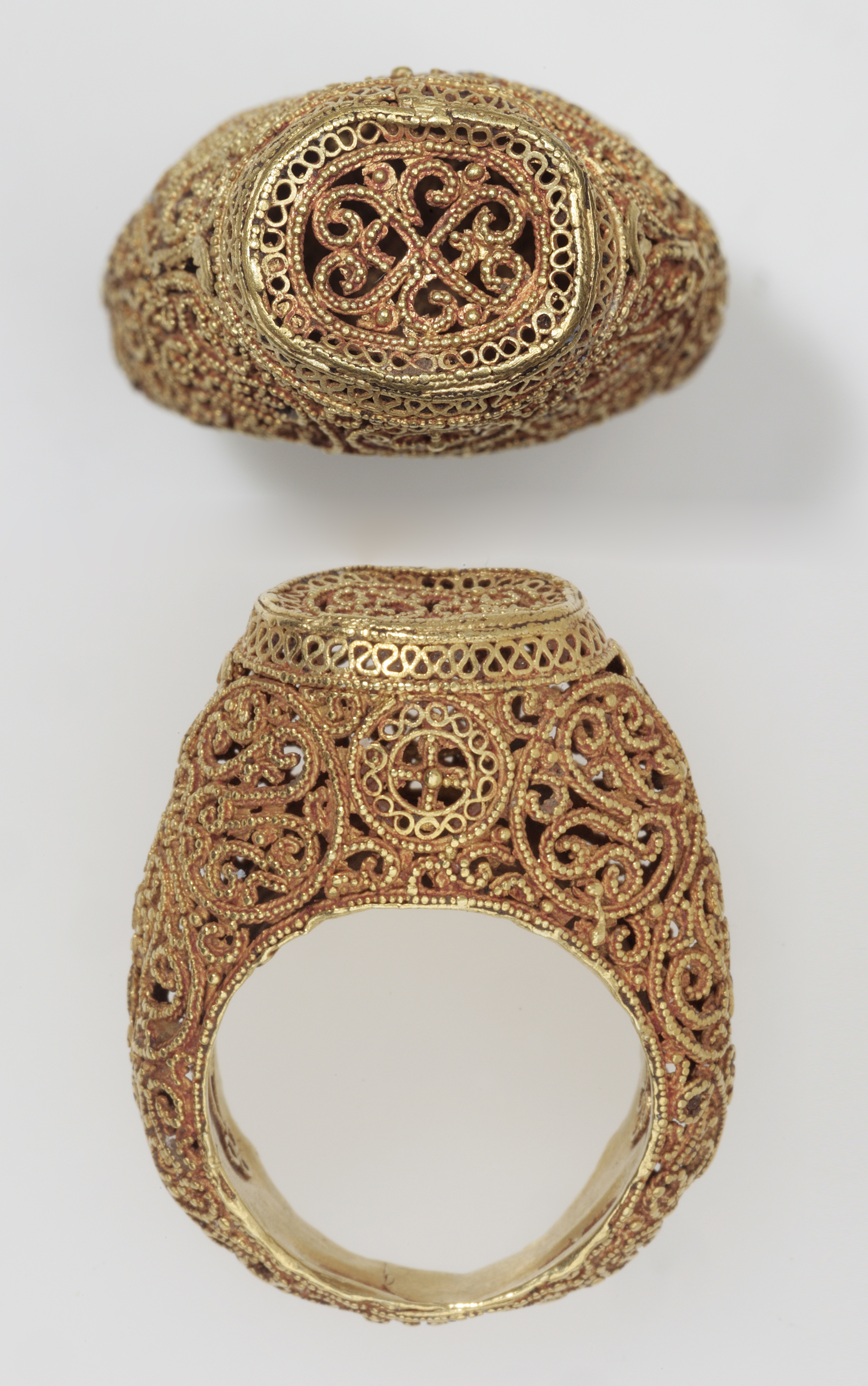
Anello a staffa, Egitto o Siria fatimide, XI-XII secolo

### Armi e armature

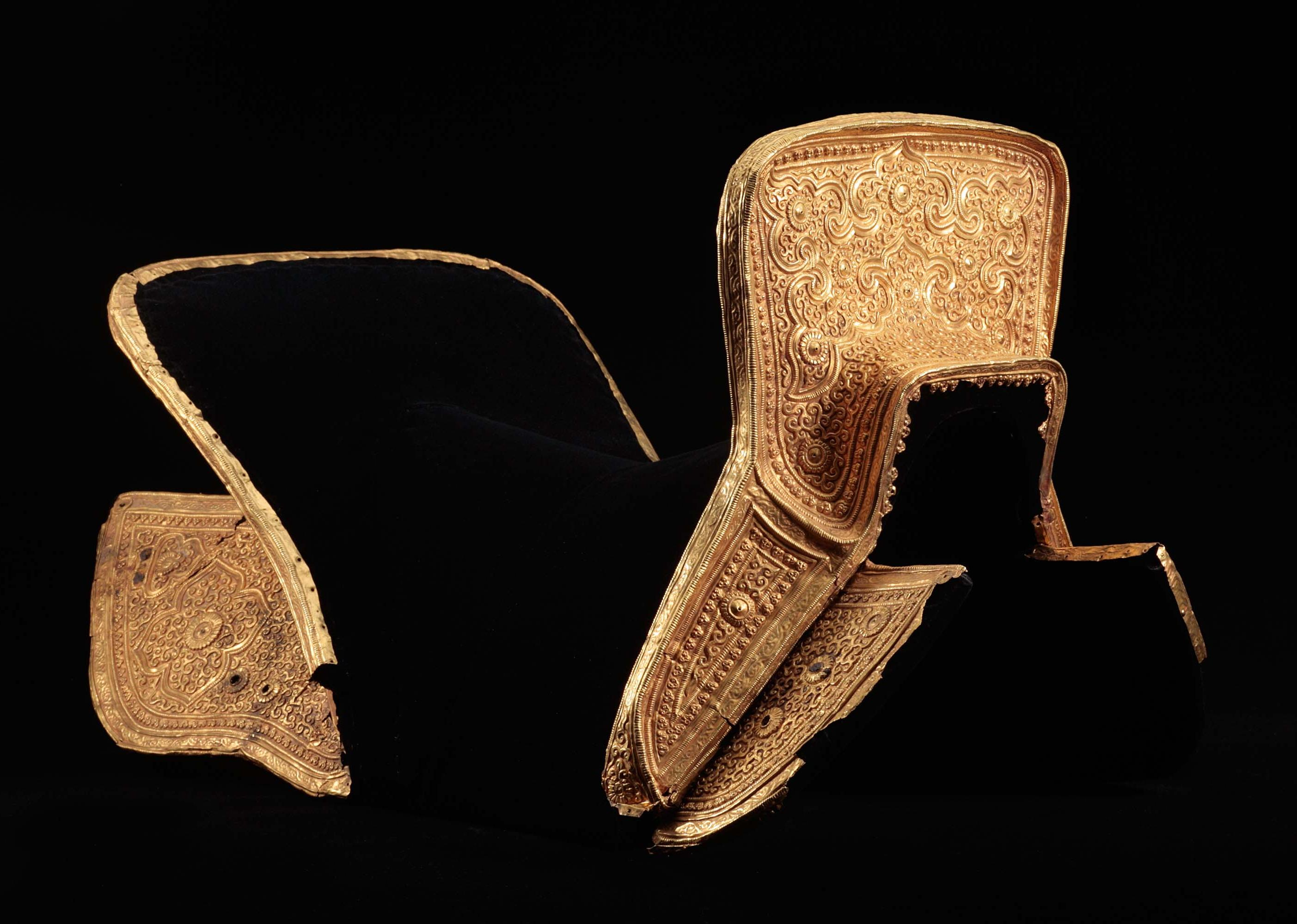
Placche da sella in lamina d'oro, Asia centrale o frontiere occidentali della Cina, c. 1200

Le armi e le armature della collezione vanno dal VII al XIX secolo. Ci sono accessori per cintura che esprimono il grado militare, e diversi barda (maschere per proteggere le facce dei cavalli). Due set di finimenti per cavalli del XIII e XIV secolo includono una sella d'oro completa. Una maschera da guerra in ferro e acciaio del XV secolo è decorata con incisioni. Descrivendo il catalogo di armi e armature, James W. Allan, professore di arte orientale all'Università di Oxford, scrisse "La gamma di pezzi [...] è davvero straordinaria: un cannone indiano del XVII secolo lungo 1,8 metri, pugnali turchi e persiani con manici e foderi smaltati di straordinaria bellezza, accessori in oro per una sella cinese del X secolo, un ferro di cavallo marocchino, ecc."

### Sigilli e talismani

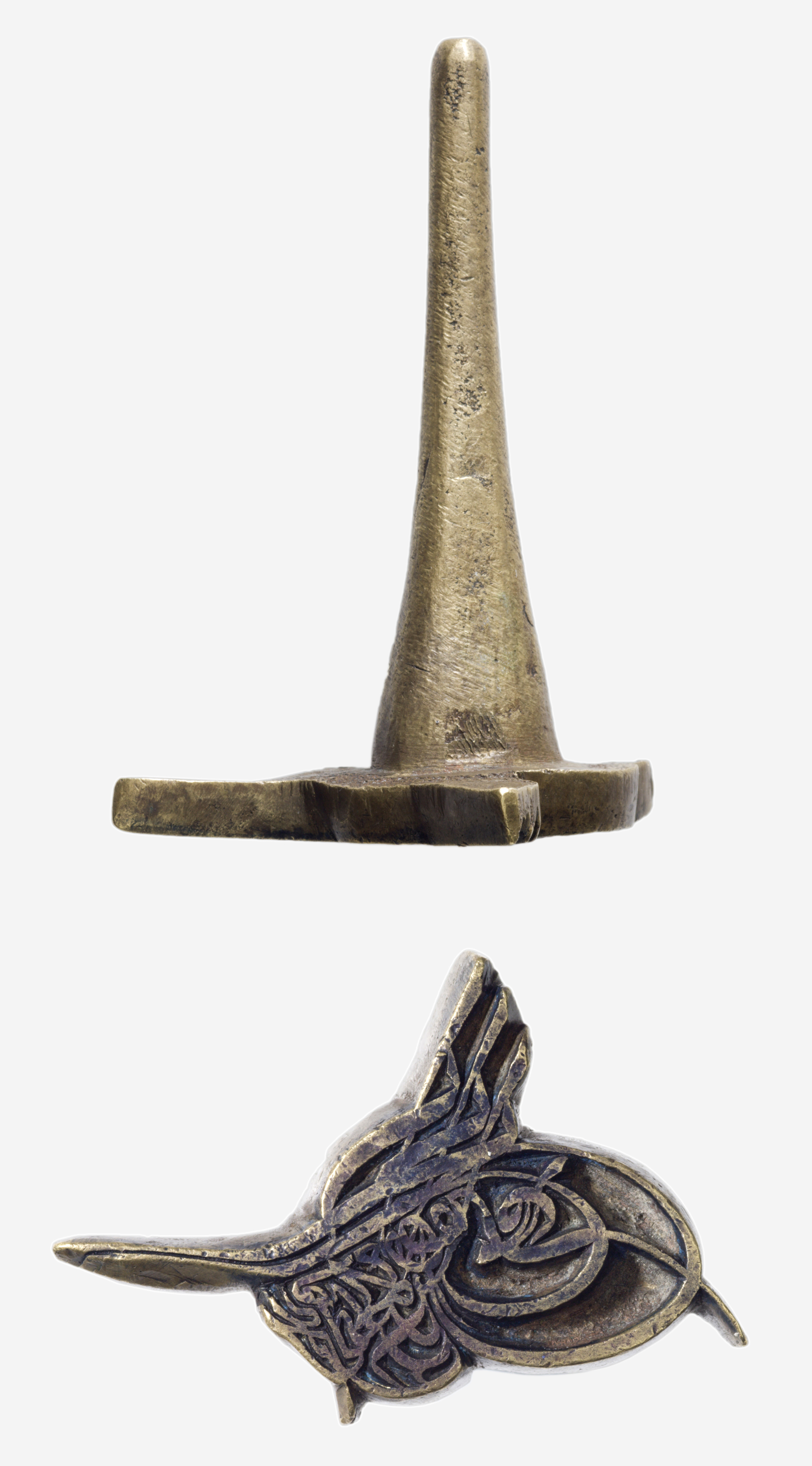
Sigillo del sultano ottomano Abdulaziz, Turchia ottomana, 1861–76

I sigilli e i talismani sono più di 3.500, formando la più grande collezione di questo genere al mondo. Molti di questi sono incastonati in anelli o pendenti o montati su basi. I materiali includono metalli, pietre preziose o semipreziose e argilla. Contengono una varietà di frasi e testi religiosi, in varie lingue tra cui arabo, persiano, ebraico, turco e latino. I sigilli portano i nomi e i titoli dei funzionari che li hanno utilizzati. Questi includono i sigilli del sovrano del XIV secolo Qara Mahammad e dei sovrani safavidi Tahmasp I e Solimano di Persia. Il sigillo del sultano ottomano del XIX secolo Abdulaziz rende il suo tughra (monogramma ufficiale) in ottone.

### Tessili

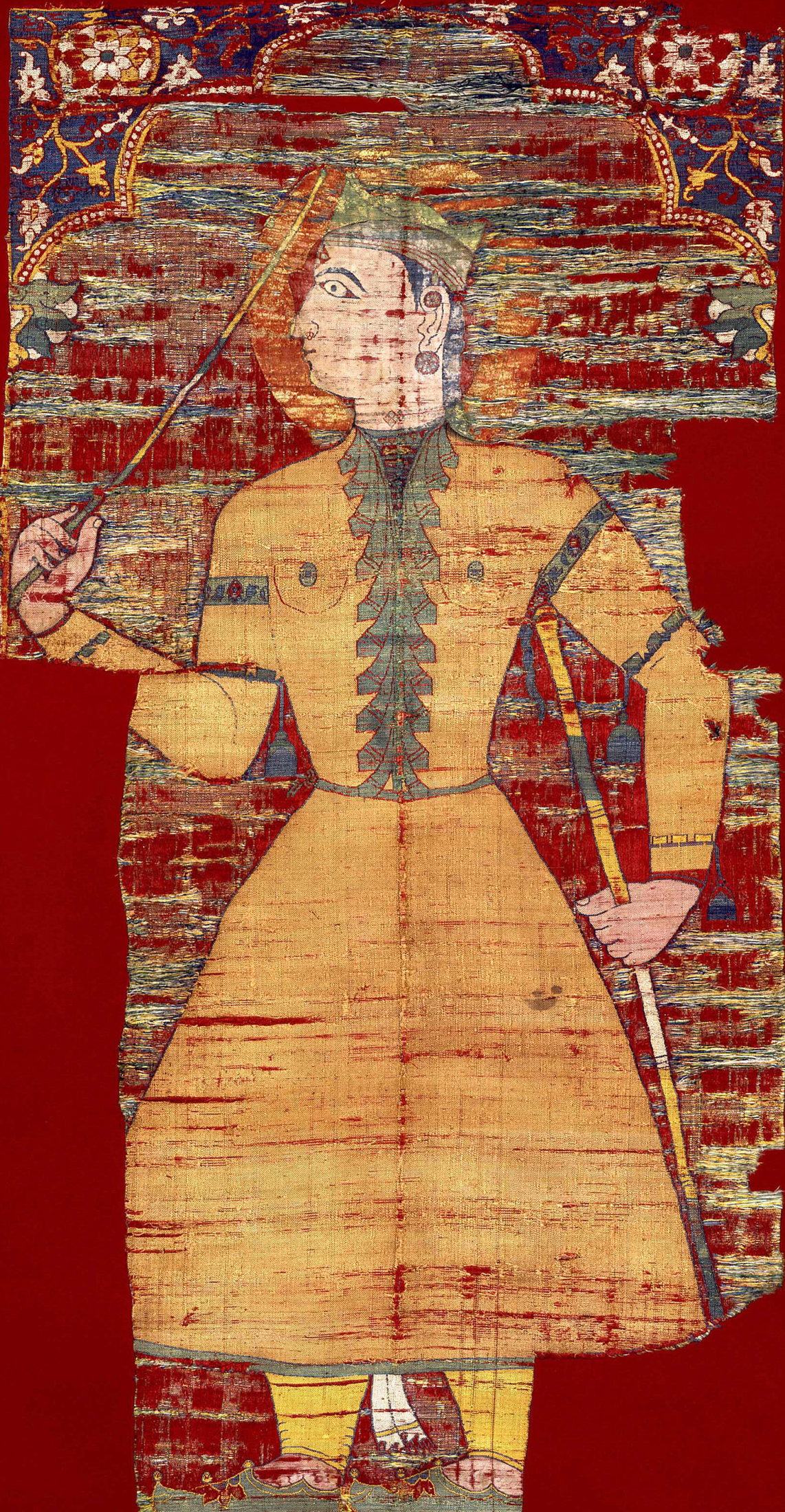
Pannello di tenda con figura femminile in piedi, corte di Akbar, fine del XVI secolo

Gli oltre 250 tessuti comprendono ricami, tappeti e abiti dal VI al XIX secolo. I tappeti provengono da laboratori reali di tutto il mondo islamico. Altri tessuti includono broccati d'oro ottomani e safavidi e sete tessute dell'era Moghul e del Sultanato di Delhi. Gli abiti includono scialli del Kashmir, camicie talismaniche e cappotti Ikat. La corte ottomana del XVI secolo usava i tessuti europei come abiti d'onore, creando in seguito i propri telai per la produzione. Alcuni dei tessuti della collezione hanno scopi esplicitamente religiosi: un pannello di seta nordafricano ripete il nome di Allah centinaia di volte e un tappeto veniva utilizzato come Miḥrāb (nicchia di preghiera). Il Dhu l-fiqar, una spada a doppia lama che si dice sia stata presa nella battaglia di Badr, è un motivo che appare su due stendardi ottomani.

### Lacca

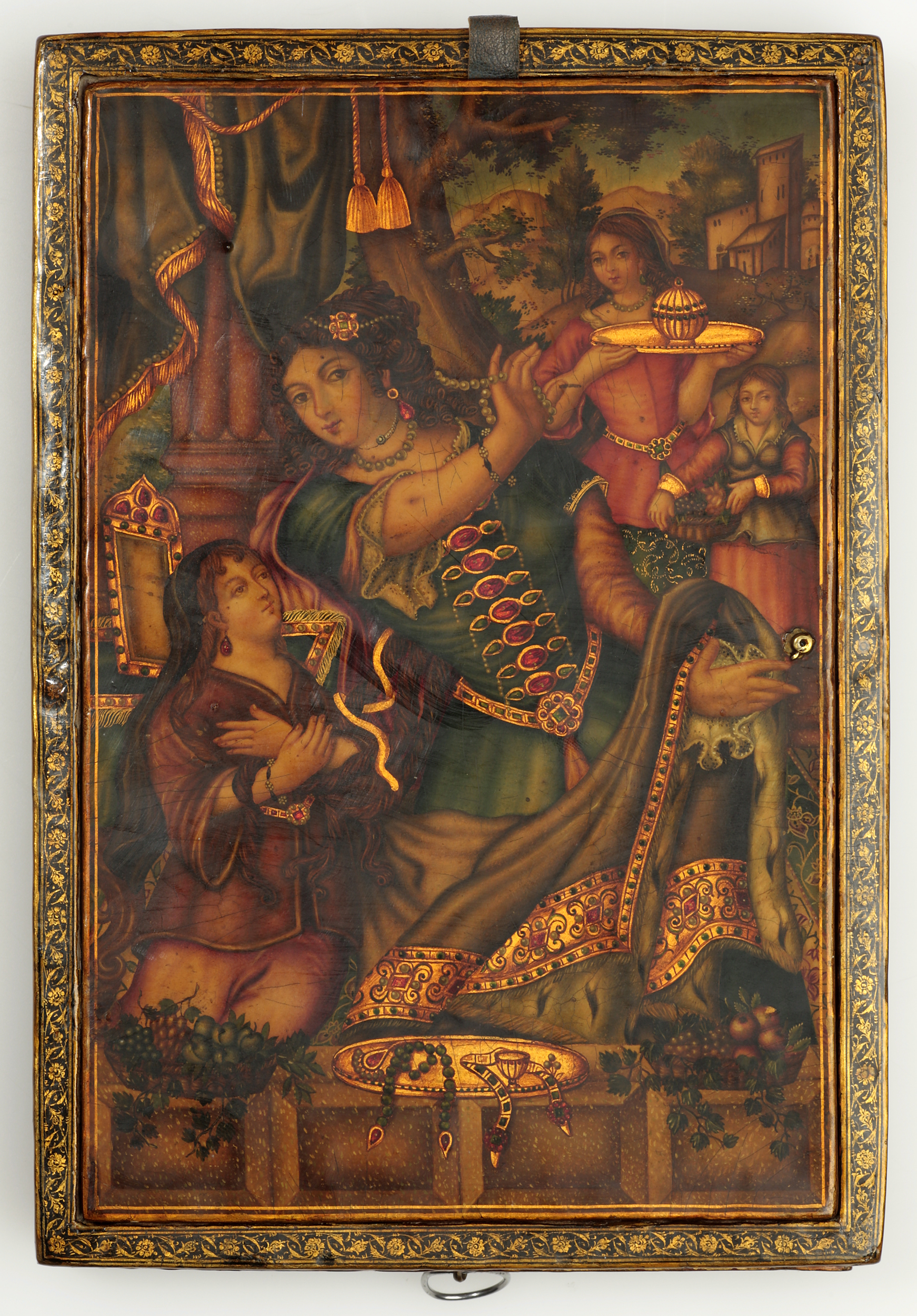
Custodia per strumenti laccata, Isfahan, 1772

Gli oggetti laccati, più di 500, documentano l'evoluzione della lacca islamica dal XV al XIX secolo. Mostrano l'influenza della Cina nel primo periodo e dell'Europa nel XIX secolo. Quasi tutti i pittori di lacche conosciuti nel mondo islamico sono rappresentati nella collezione, insieme ad alcuni precedentemente sconosciuti. Gli artisti notevoli includono Mohammad Zaman e Mohammad Sadiq. Il portapenne laccato della collezione di Mo'en Mosavver è l'unico che è noto per essere stato dipinto da lui. Una scatola portapenne del XIX secolo, lunga 30 cm, fu commissionata da Mohammad Shah Qajar per il suo ufficiale Manouchehr Khan Gorji, per commemorare la battaglia di quest'ultimo contro i beduini. Descrive la battaglia con scene fitte e con un testo persiano. Una custodia per strumenti del XVIII secolo raffigura l'Adorazione dei Magi e, sull'altro lato, una donna in posa eroica.

### Ceramica

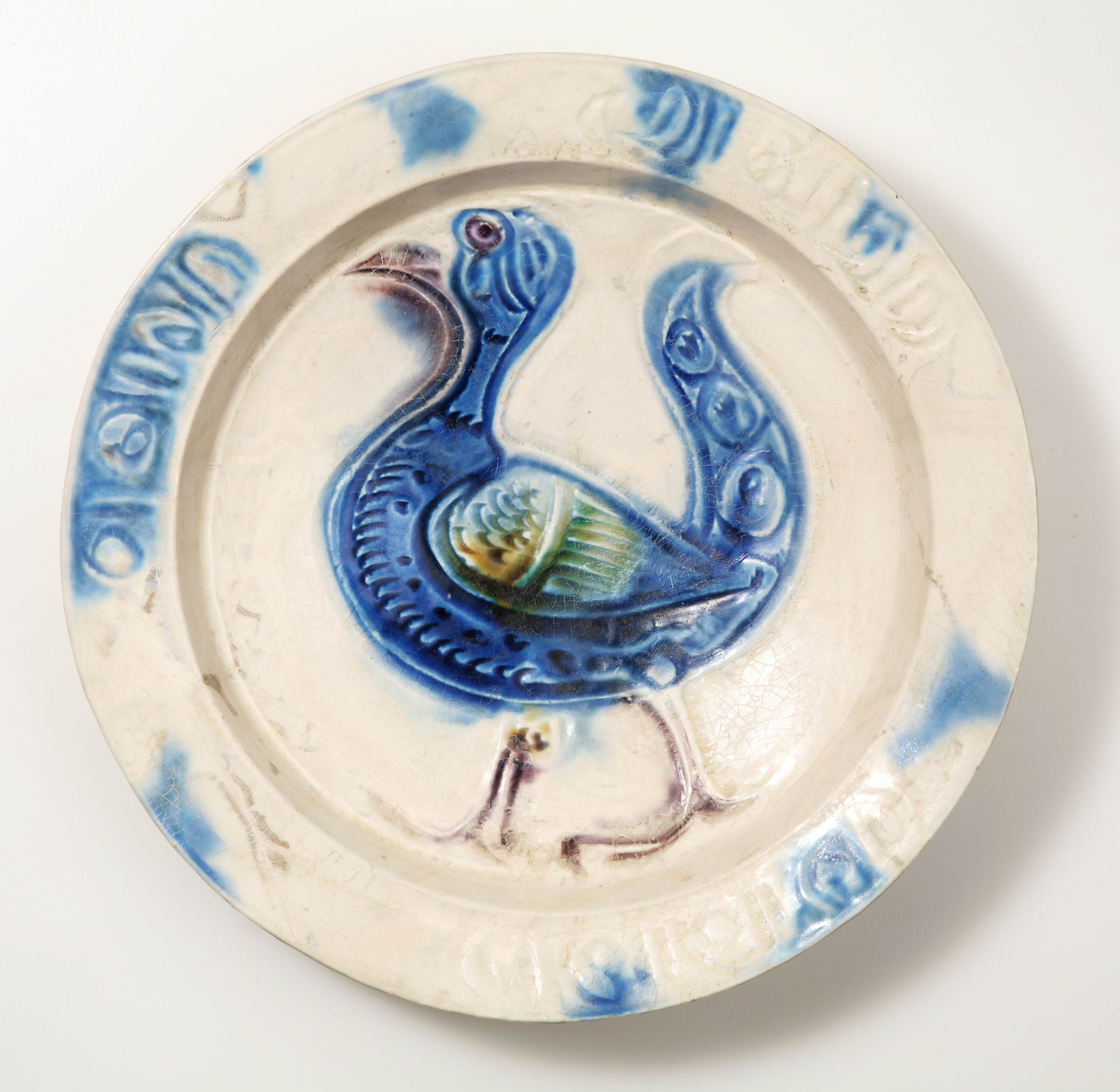
Piatto di pasta di pietra (laqabi), Siria, c. 1200

Gli stili di ceramica popolari nel mondo islamico comprendono lustri (con una sottile pellicola metallica), sgraffito (in cui il disegno è inciso nell'ingobbio) e ceramiche sotto smaltate. La collezione di ceramiche di Khalili, che conta quasi 2.000 pezzi, è stata descritta come particolarmente ricca di ceramiche dell'era timuride e anche di quella pre-mongola di Bamiyan. Oltre a ciotole, piatti e vasi, le ceramiche includono figurine e piastrelle decorative del tipo utilizzato negli edifici religiosi e civili. Comprende la prima ceramica datata conosciuta dell'Iran: una bottoglia in ceramica vitrea firmata e datata 1139–1140. Altri oggetti unici includono una ciotola con la rappresentazione di un Buraq, una creatura a quattro zampe che si dice abbia portato Maometto da La Mecca a Gerusalemme e poi in paradiso. Le ceramiche Laqabi sono ceramiche profondamente scolpite che di solito raffigurano animali o uccelli; la collezione ha un esemplare siriano del 1200 circa. Gli oggetti dell'Iran del XV secolo e dell'Asia centrale illustrano le connessioni tra la ceramica cinese e quella islamica. Altre collezioni hanno una scarsa copertura di questo periodo.

### Vetro

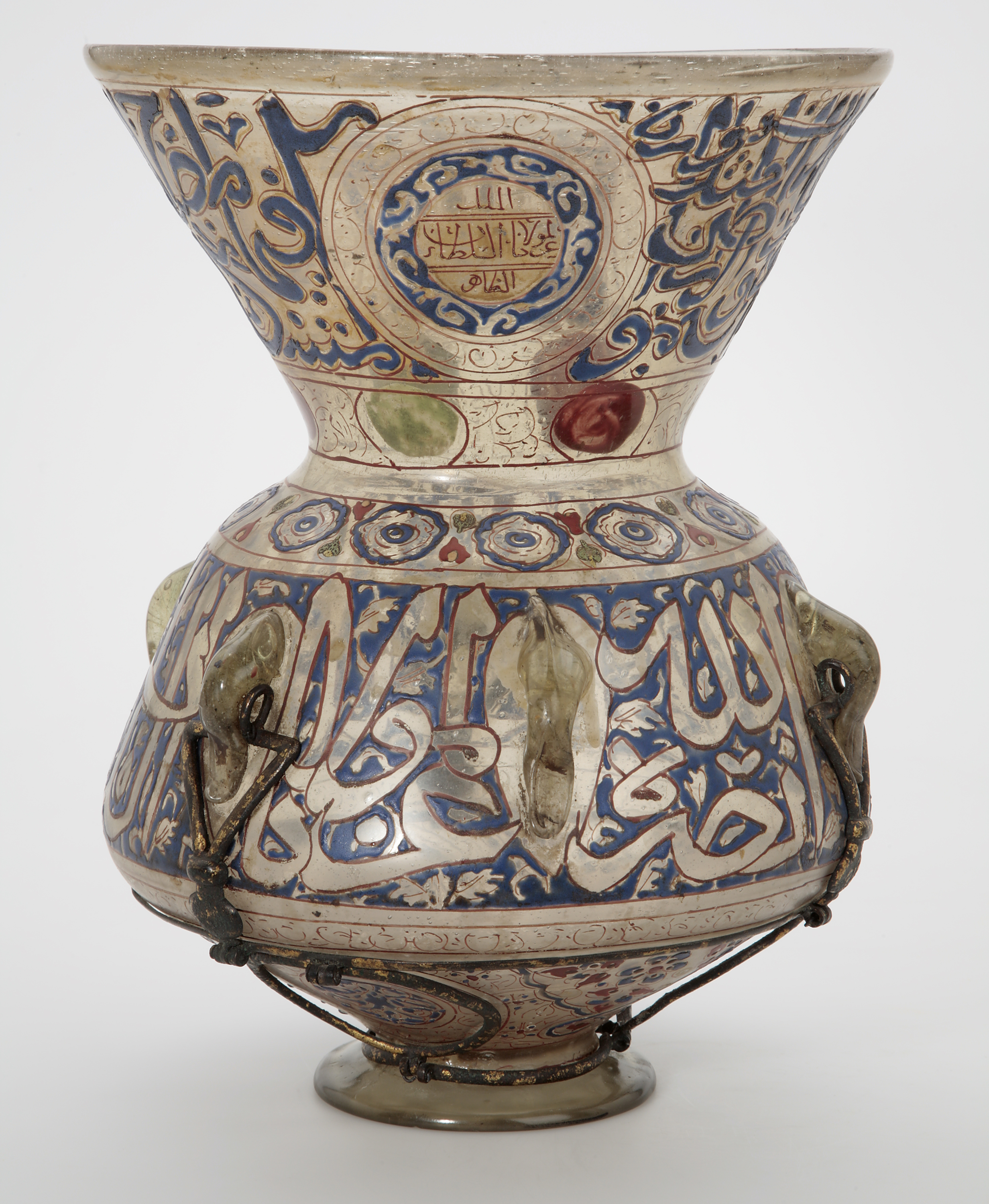
Lampada da moschea, Egitto, c. 1385, vetro soffiato con decoro dorato e smaltato

Più di 300 oggetti della collezione illustrano la storia del vetro islamico, che risale agli imperi sasanide e bizantino. I vetrai egiziani e siriani del XIII e XIV secolo realizzarono oggetti in vetro smaltato e dorato, riccamente decorati, oggetti richiesti per l'esportazione e quelli presenti nella collezione coprono questo periodo. Alcuni di questi erano stati commissionati dalla corte mamelucca per le moschee, e la collezione include quella creata per il sultano Barquq del XIV secolo, decorata con il suo tondo araldico. Alcuni oggetti sono soffiati a stampo e la collezione è abbastanza numerosa da consentire il confronto di più oggetti dallo stesso stampo o da stampi simili. Altri gruppi hanno decorazioni intagliate o dipinte a lustro. Quattro oggetti completi sono decorati con una rara tecnica del vetro graffiato e hanno permesso un nuovo studio di questa tecnica.

### Monete

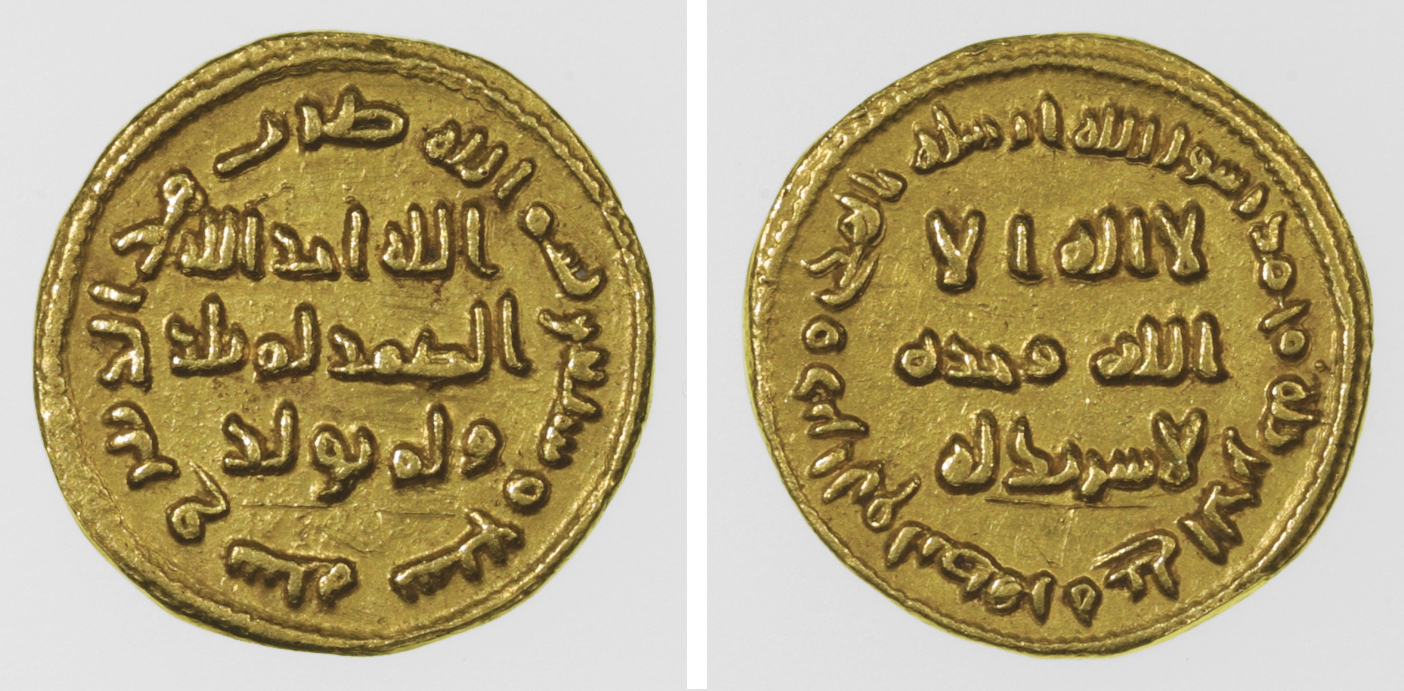
Dīnār d'oro omayyade datato 697

Le 15.000 monete d'oro, d'argento e di rame della collezione provengono dall'intero mondo islamico e coprono il periodo dal 700 al 2000. Per molte serie di monete, la collezione Khalili è più numerosa e diversificata di qualsiasi altra. Le monete includono una dozzina della prima emissione di monete d'oro arabo-latine nordafricane, del 704 e del 705, e i primi dīnār d'oro. Quelle di epoche successive includono un dīnār d'oro unico dal regno dello Shāh ilkhanide Mūsā Khān e altri, con segni dello zodiaco, dal regno dell'imperatore Moghul Jahangir. Un dīnār aureo del 697 è un esempio della prima emissione conosciuta con solo iscrizioni arabe.

### Strumenti scientifici

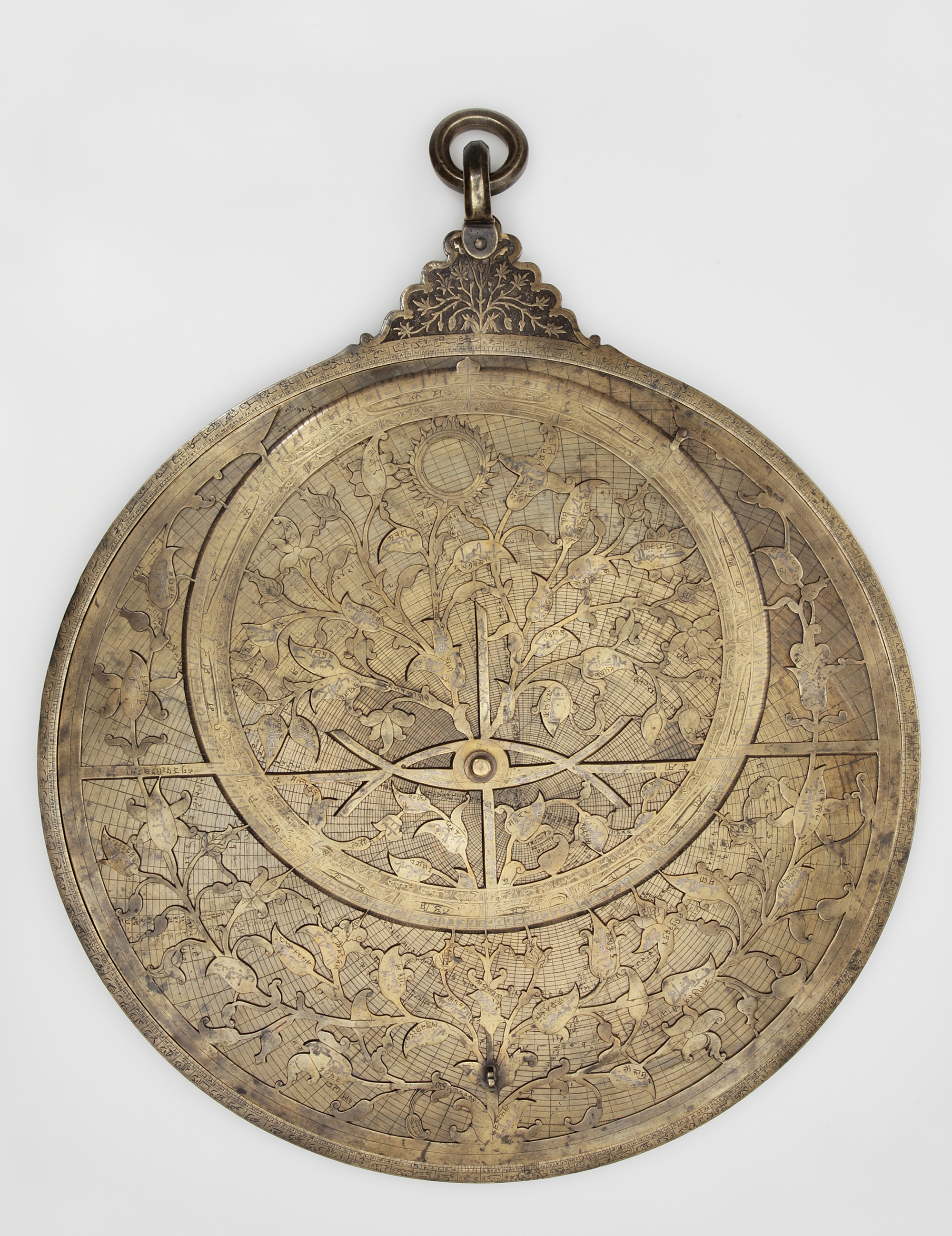
Un monumentale astrolabio planisferico realizzato per Shah Jahan, Punjab, 1648-1658

Nel corso della storia dell'Islam, i suoi rituali hanno fatto uso di procedure scientifiche per trovare la direzione della Mecca e per determinare i tempi delle preghiere all'interno del calendario lunare. Circa duecento oggetti della collezione si riferiscono alla scienza e alla medicina islamiche medievali, inclusi strumenti astronomici, altri strumenti, bilance, pesi e oggetti, presumibilmente magici, destinati all'uso medico. Gli astrolabi includono un esemplare eccezionalmente grande commissionato da Shah Jahan e un raro esemplare con iscrizioni ebraiche, databile intorno al 1300.  La collezione ha uno dei più grandi gruppi di globi islamici, di diversi tipi e date. Uno che è stato fatto nel 1285-1286 è tra i più antichi esempi conosciuti. Ci sono anche quadranti di legno e di metallo. Le ciotole magiche per la guarigione, incise con versetti del Corano e altri scritti, erano comuni nel mondo islamico dal XII secolo in poi. La collezione ha un esemplare siriano del XII secolo. Realizzato per il sovrano Nur al-Din Mahmud Zengi, ha un'iscrizione che promette di curare, da qualsiasi veleno o afflizione, chiunque vi beva.

### Elementi architettonici

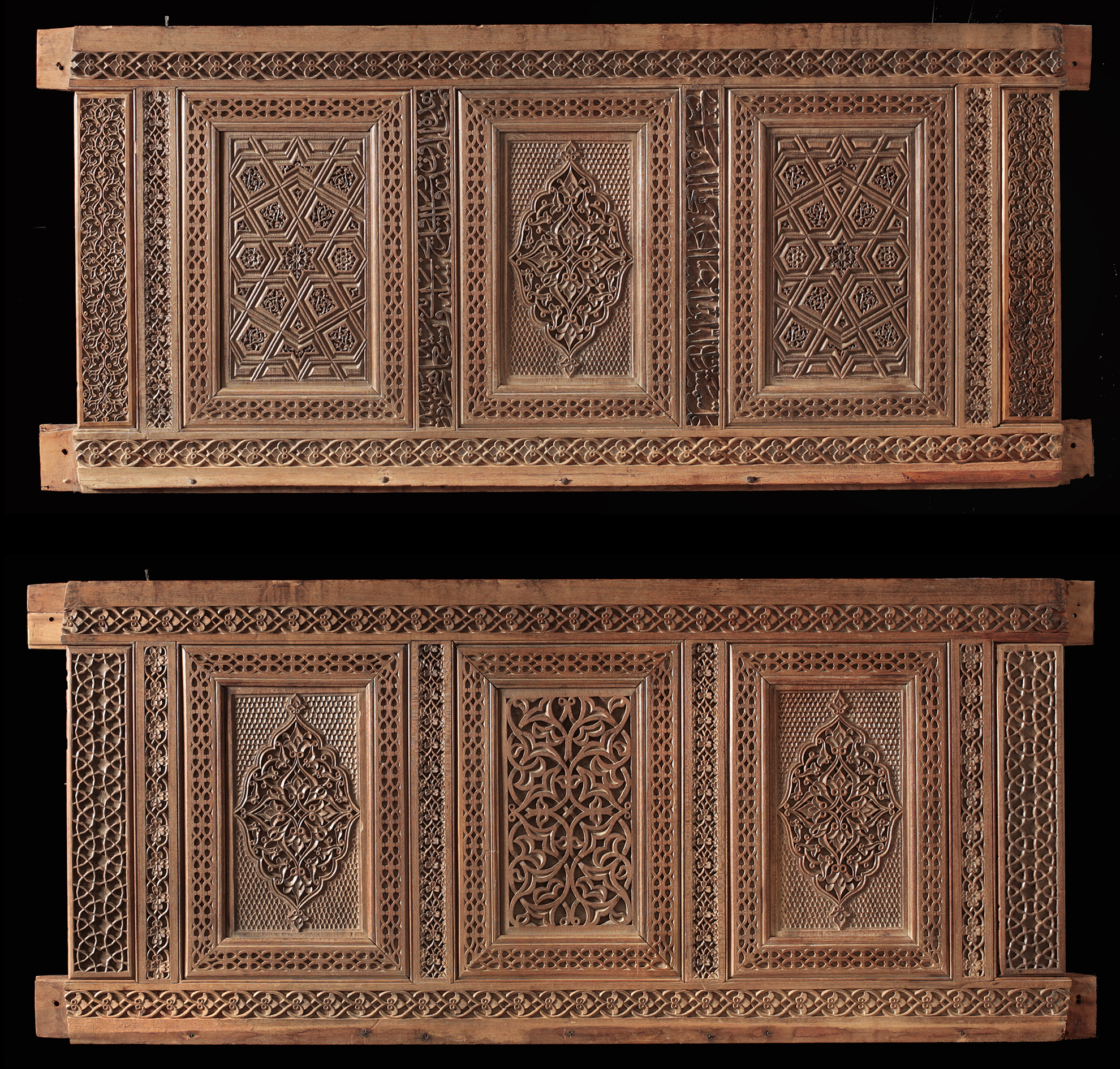
Cenotafio, Iran, 1496-1497

Gli elementi architettonici e le lapidi della collezione sono datati dal XIII al XIX secolo. Includono piastrelle di ceramica dell'Iran Ilkhanide, della Spagna del XV secolo e del Multan del XVIII-XIX secolo. Le lapidi sono di varia provenienza e materiale, tra cui una stele scolpita e calligrafata, di quasi 2 metri di altezza, dal nord dell'India. e una lapide di marmo tunisino del 1044, con iscrizioni cufiche alta più di un metro. Un cenotafio in legno intagliato, datato 1496–1497, proveniente da un santuario nell'area del Mar Caspio in Iran, reca la firma dell'artigiano e i nomi dei donatori. I palazzi reali erano talvolta decorati con sculture in pietra; la collezione ha due esemplari di teste; una in pietra calcarea dell'VIII o IX secolo mostra l'influenza delle raffigurazioni buddiste del Bodhisattva. La collezione comprende anche jali (griglie per finestre scolpite in arenaria) e un gruppo di sculture in marmo provenienti da Ghazni nell'odierno Afghanistan.

### Galleria d'immagini

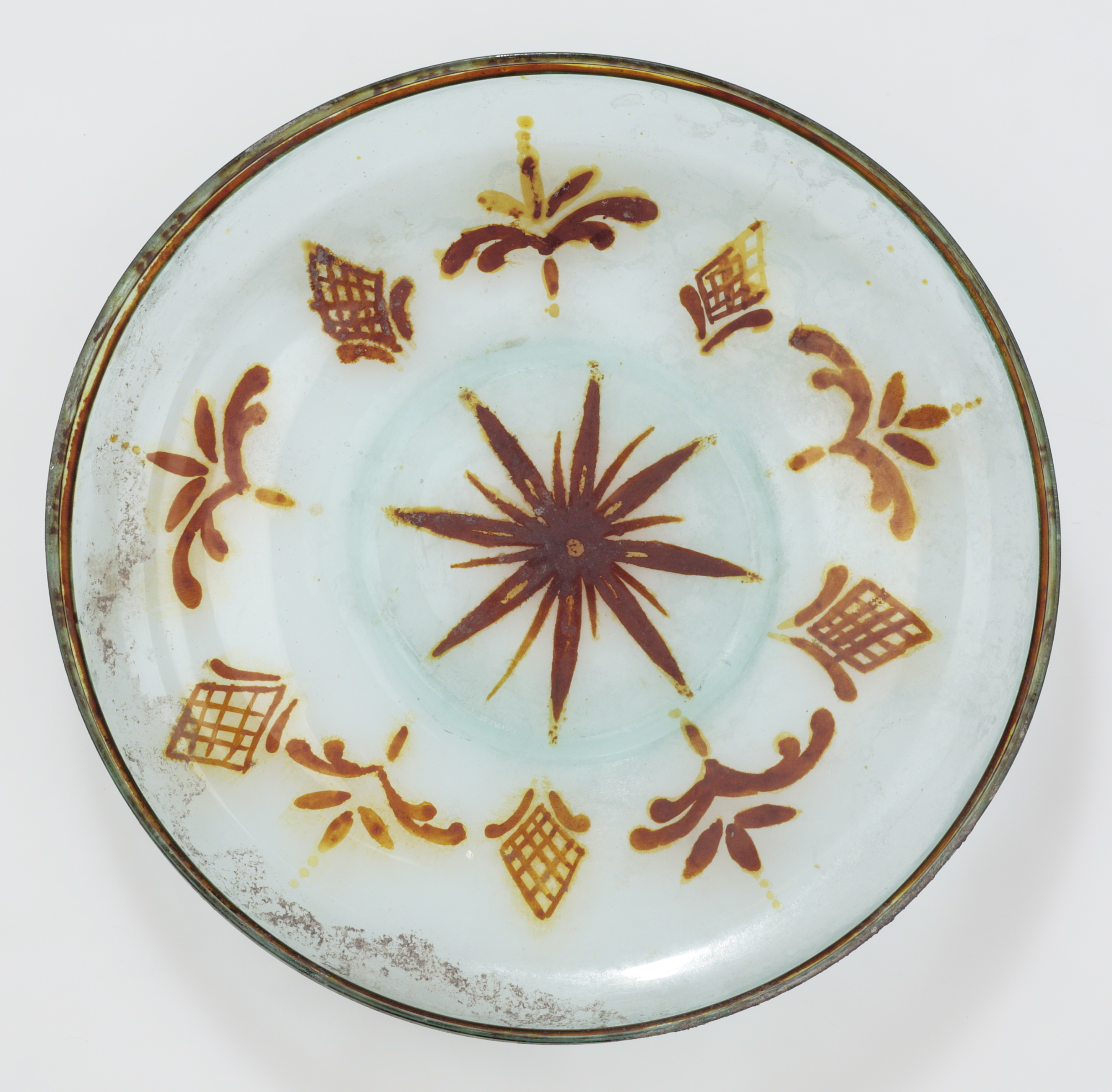
Piatto in ceramica lustro decorata con caratteri cufici, probabilmente Egitto, VIII o IX secolo
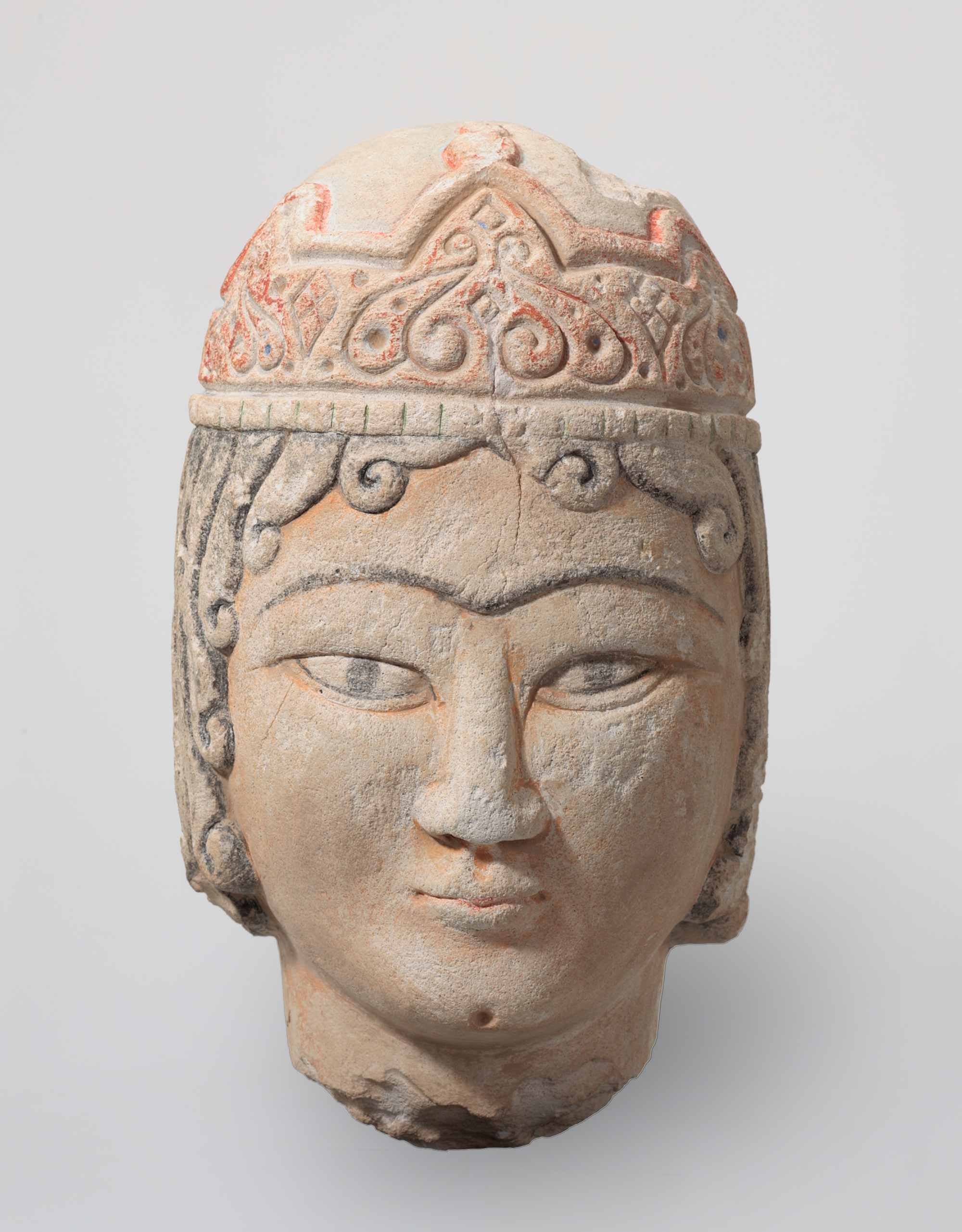
Testa coronata, Asia centrale, VIII o IX secolo
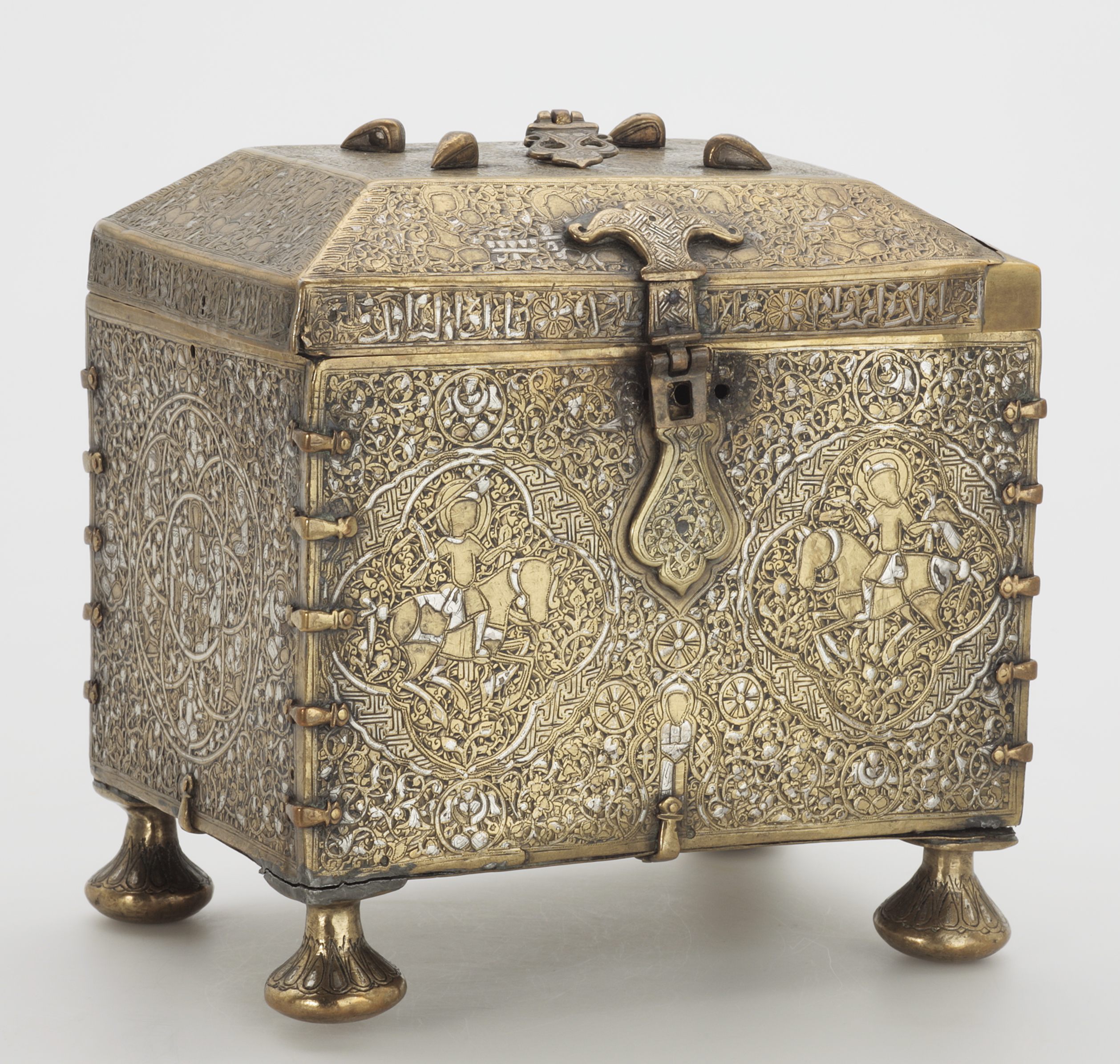
Cofanetto con i resti di una serratura a combinazione, Giazira, inizi del XIII secolo
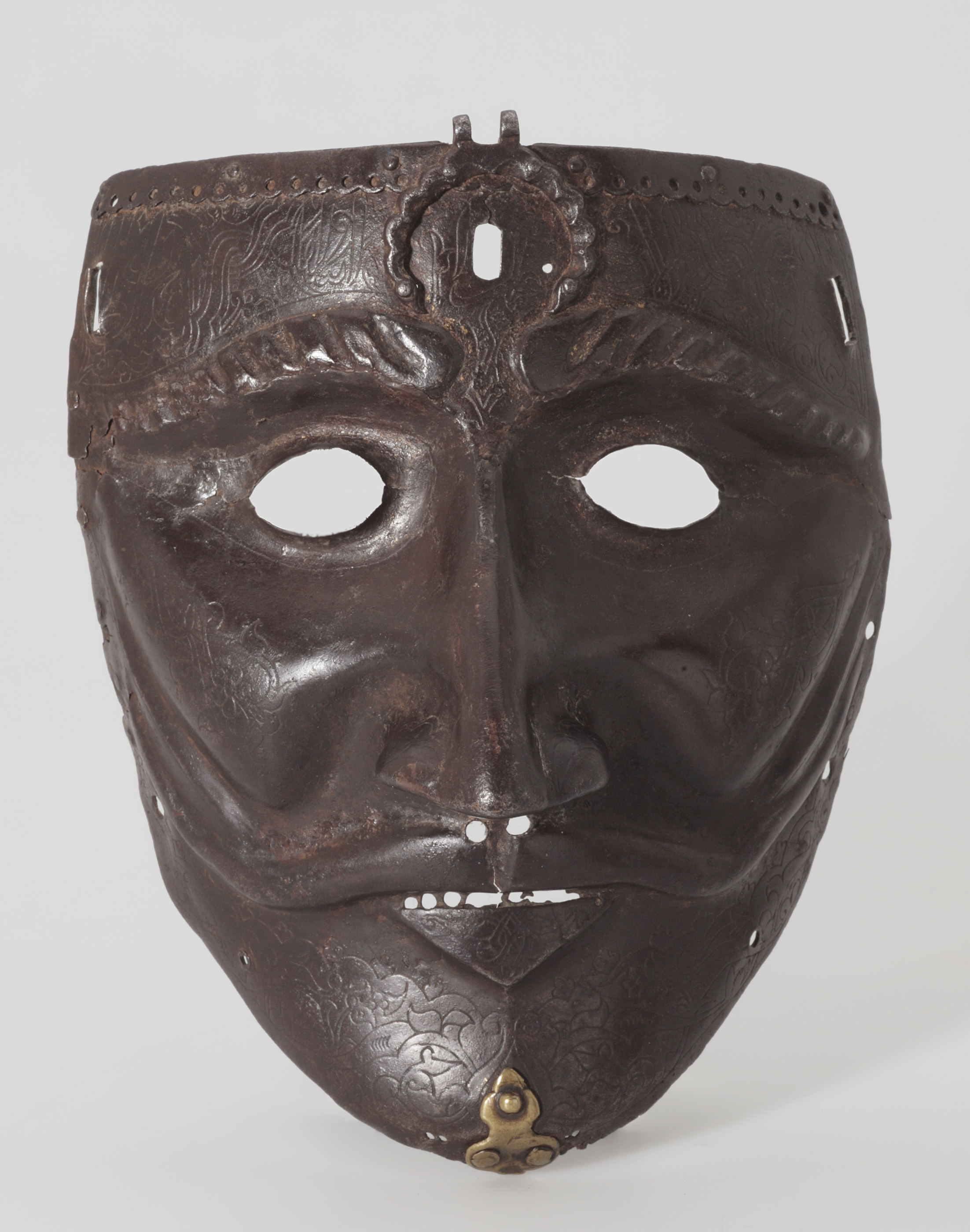
Maschera da guerra in ferro e acciaio, Anatolia o Iran occidentale, fine XV secolo
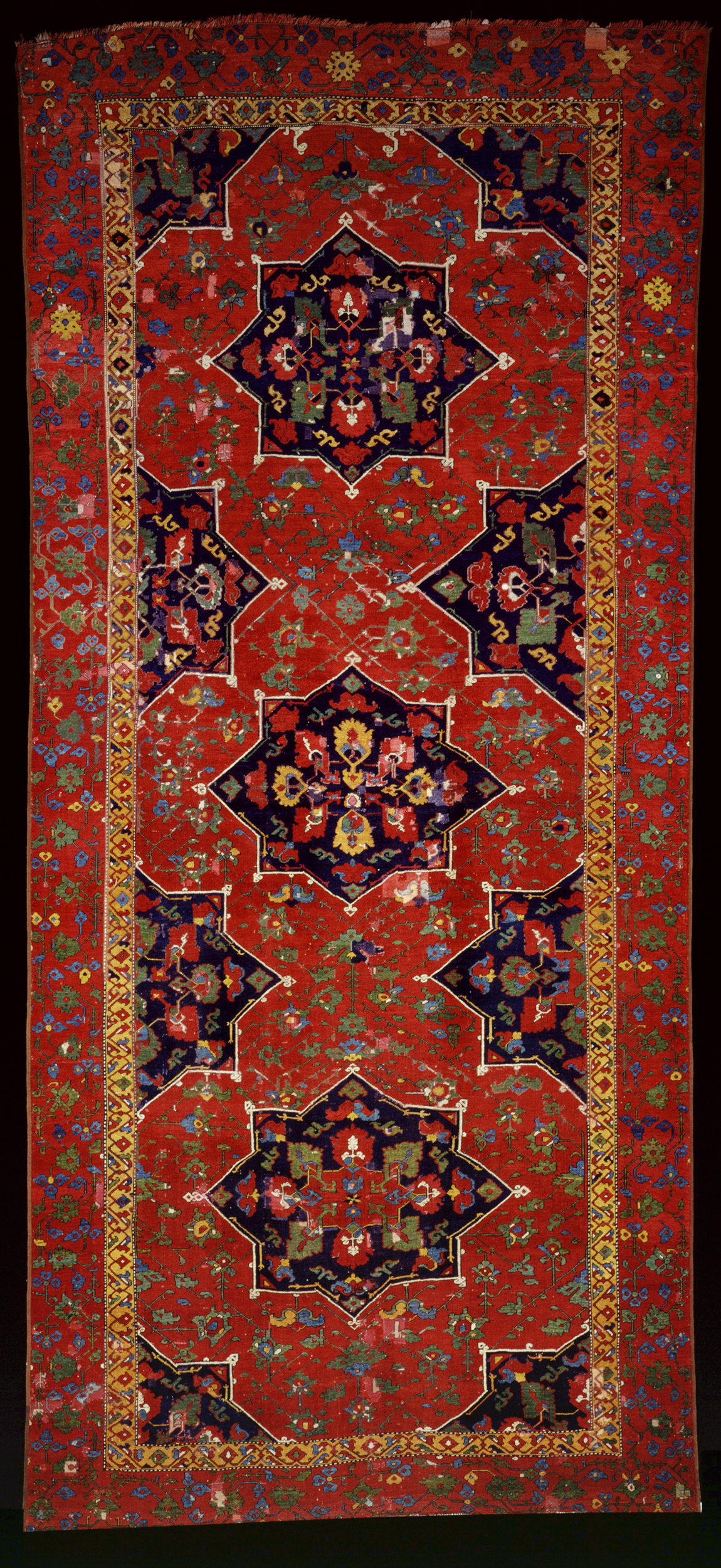
Tappeto con medaglioni a stella, Uşak, Turchia, fine XV o inizio XVI secolo
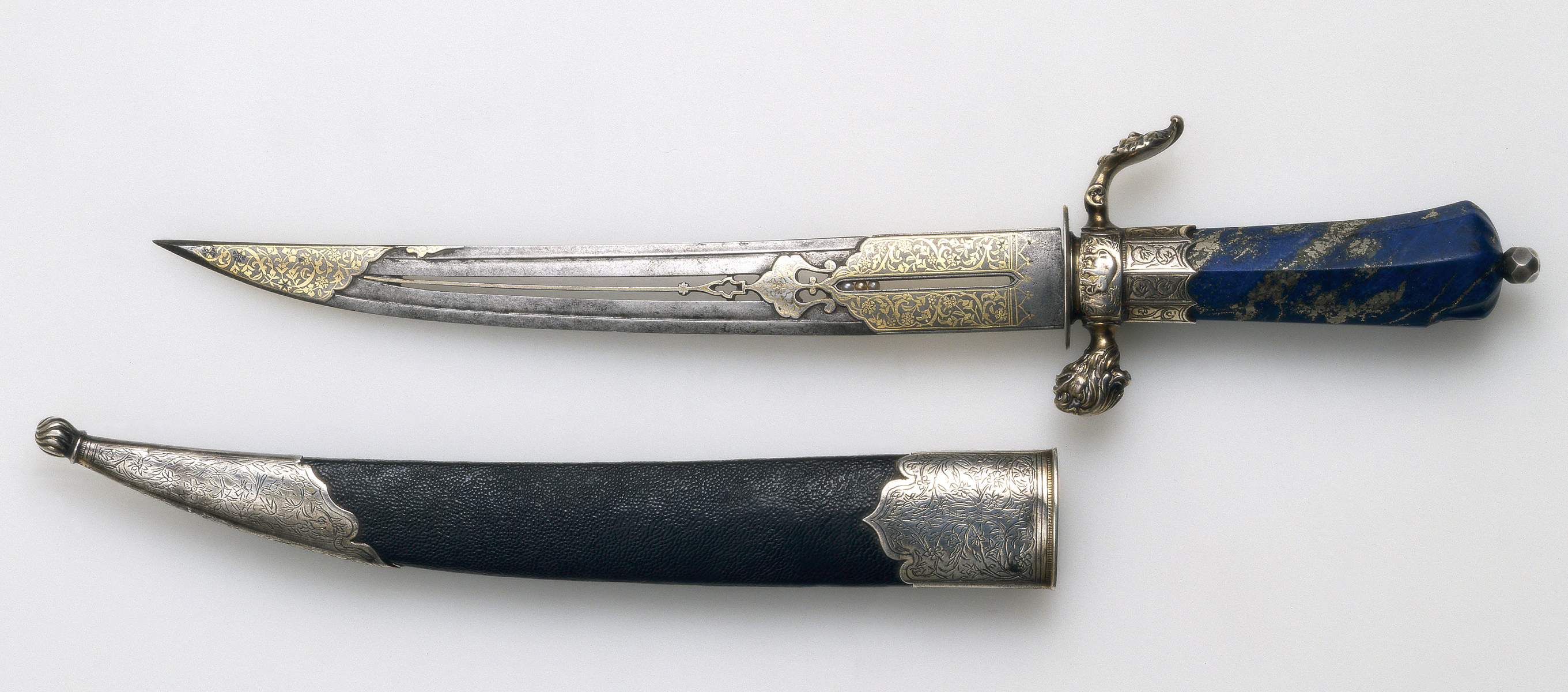
Pugnale e fodero con lama in acciaio damascata con oro, Turchia ottomana, 1540–50
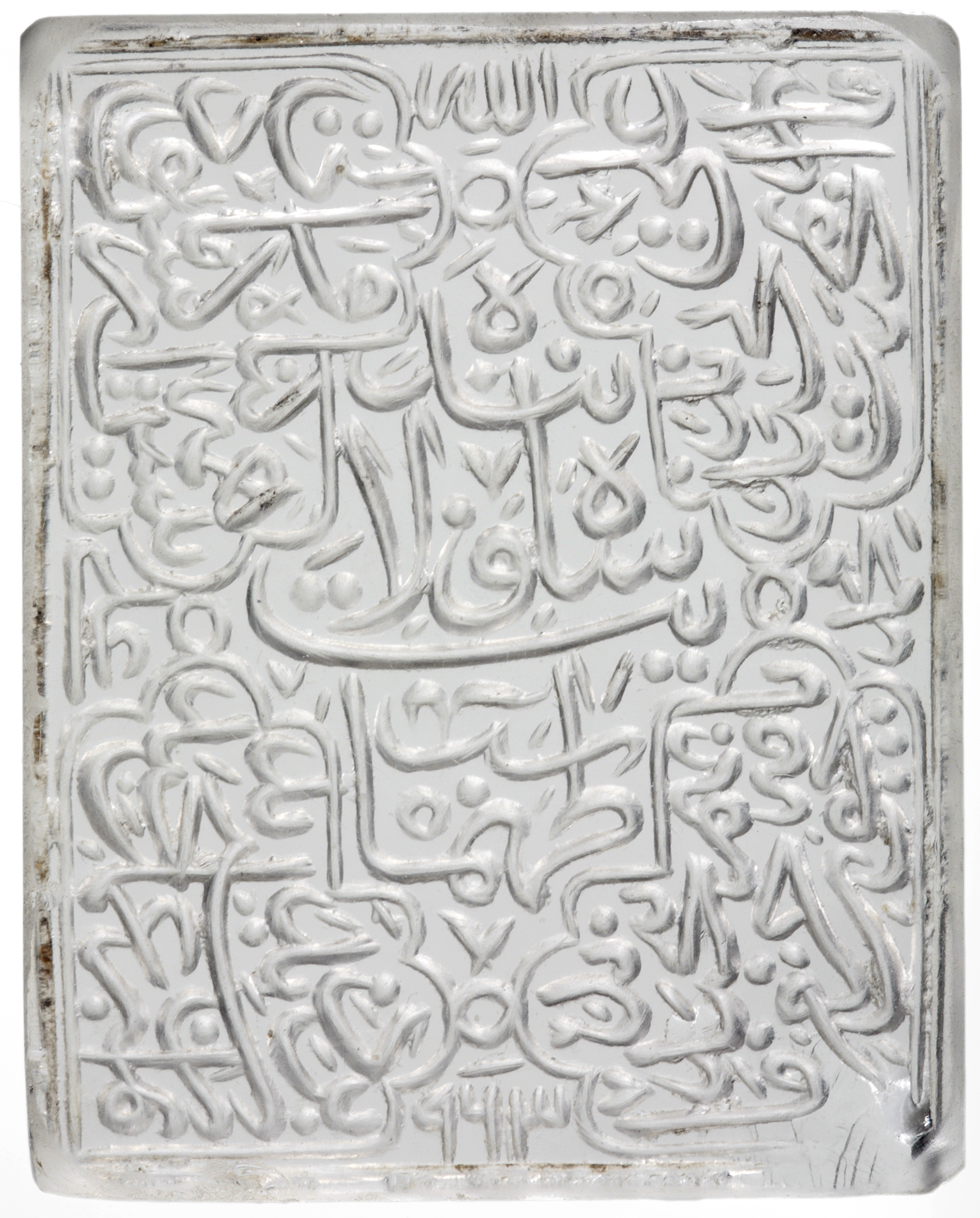
Sigillo di Tahmasp I tagliato in un impeccabile cristallo di rocca, 1555–6
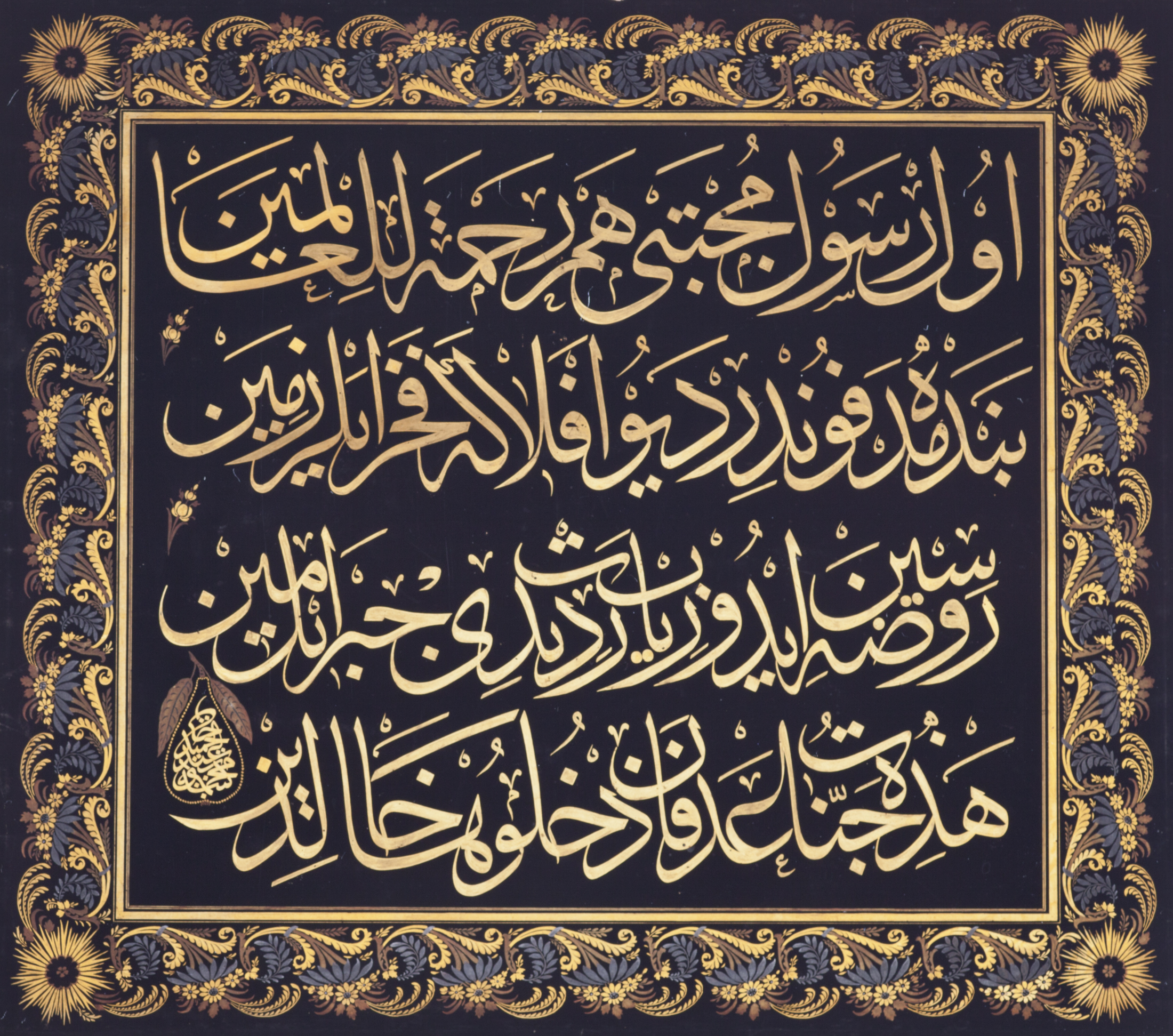
Poesia in lode del profeta Maometto, calligrafata e firmata da Mahmud II, inizio XIX secolo

### Pubblicazioni
Khalili impiega uno staff di produzione e ha incaricato più di 30 esperti accademici di documentare la collezione in una serie di libri di 30 volumi, la cui pubblicazione ha sovvenzionato. Ogni volume include ricerche accademiche sugli oggetti della collezione, nonché saggi sull'arte islamica per un pubblico generale. Il supervisore del progetto è Julian Raby, già docente presso l'Università di Oxford e direttore della Freer Gallery of Art. Altri collaboratori includono Sheila Blair, professoressa di arte islamica e asiatica al Boston College, François Déroche del Collège de France, Geoffrey Khan dell'Università di Cambridge e JM Rogers della SOAS dell'Università di Londra.  Khalili, che ha un dottorato in lacche islamiche alla SOAS, Una recensione ha affermato che ogni volume "è stato prodotto secondo uno standard che si vede raramente in questo piccolo angolo del mondo dell'arte [...] supportato da una solida borsa di studio da autorità rispettate".  Rivedendo il primo gruppo di volumi, Robert Irwin ha descritto la produzione come "davvero di uno standard molto elevato. I cataloghi sono a loro modo opere d'arte."

## Opera completa
- François Déroche, Volume I – The Abbasid Tradition: Qur'ans of the 8th to the 10th centuries AD, The Nour Foundation, 1992, ISBN 9781874780519.
- David James, Volume II – The Master Scribes: Qur'ans of the 10th to 14th centuries AD, The Nour Foundation, 1992, ISBN 9781874780526.
- David James, Volume III – After Timur: Qur'ans of the 15th and 16th centuries, The Nour Foundation, 1992, ISBN 9780197276020.
- Manijeh Bayani, Anna Contadini e Tim Stanley, Volume IV, Part I – The Decorated Word: Qur'ans of the 17th to 19th centuries, The Nour Foundation, 1999, ISBN 9780197276037.
- Manijeh Bayani, Anna Contadini e Tim Stanley, Volume IV, Part II – The Decorated Word: Qur'ans of the 17th to 19th centuries, The Nour Foundation, 2009, ISBN 9781874780540.
- Nabil F. Safwat, Volume V – The Art of the Pen: Calligraphy of the 14th to 20th Centuries, The Nour Foundation, 1996, ISBN 9780197276044.
- Geoffrey Khan, Volume VI – Bills, Letters and Deeds: Arabic Papyri of the 7th to 11th Centuries, The Nour Foundation, 1993, ISBN 9781874780564.
- Deborah Freeman, Volume VII – Learning, Piety and Poetry. Manuscripts from the Islamic world, The Nour Foundation, 1993, ISBN 9781874780847.
- Linda York Leach, Volume VIII – Paintings from India, The Nour Foundation, 1998, ISBN 9780197276242.
- Ernst J. Grube, Volume IX – Cobalt and Lustre: The first centuries of Islamic pottery, The Nour Foundation, 1994, ISBN 9780197276075.
- Ernst J. Grube, Volume X – A Rival to China. Later Islamic pottery, The Nour Foundation, 2007, ISBN 9781874780878.
- Michael Spink, Volume XI – Brasses, Bronze & Silver of the Islamic Lands, Part I and II, The Nour Foundation, 31 dicembre 2009, ISBN 9781874780885.
- Francis Maddison, Volume XII – Science, Tools & Magic: Body and Spirit, Mapping the Universe, Part I and Mundane Bodies, Part II, The Nour Foundation, 1997, ISBN 9780197276105.
- Manijeh Bayani, Volume XIII – Seals and Talismans, The Nour Foundation, 1997, ISBN 9781874780779.
- Steven Cohen, Volume XIV – Textiles, Carpets and Costumes, Part I and II, The Nour Foundation, 2011, ISBN 9781874780786.
- Sidney M. Goldstein, Volume XV – Glass: From Sasanian antecedents to European imitations, The Nour Foundation, 2005, ISBN 9781874780502.
- Marian Wenzel, Volume XVI – Ornament and Amulet: Rings of the Islamic Lands, The Nour Foundation, 1992, ISBN 9780197276143.
- Michael Spink e Jack Ogden, Volume XVII – The Art of Adornment: Jewellery of the Islamic lands, The Nour Foundation, 2013, ISBN 9781874780861.
- Pedro Moura Carvalho, Volume XVIII – Gems and Jewels of Mughal India. Jewelled and enamelled objects from the 16th to 20th centuries, The Nour Foundation, 2010, ISBN 9781874780724.
- Aram R. Vardanyan, Volume XIX – Dinars and Dirhams. Coins of the Islamic lands. The early period, Part I, The Nour Foundation, 28 aprile 2006, ISBN 9781874780823.
- Aram R. Vardanyan, Volume XX – Dinars and Dirhams. Coins of the Islamic lands. The later period, Part II, The Nour Foundation, 28 aprile 2006, ISBN 9781874780830.
- David Alexander, Volume XXI – The Arts of War: Arms and Armour of the 7th to 19th centuries, The Nour Foundation, 1992, ISBN 9781874780618.
- Nasser D. Khalili, B. W. Robinson e Tim Stanley, Volume XXII – Lacquer of the Islamic Lands, Part I, The Nour Foundation, 1996, ISBN 9781874780625.
- Nasser D. Khalili, B. W. Robinson e Tim Stanley, Volume XXII – Lacquer of the Islamic Lands, Part II, The Nour Foundation, 1997, ISBN 9781874780632.
- Stephen Vernoit, Volume XXIII – Occidentalism. Islamic Art in the 19th Century, The Nour Foundation, 1997, ISBN 9780197276204.
- Ralph Pinder-Wilson e Mehreen Chida-Razvi, Volume XXIV – Monuments and Memorials. Carvings and tile work from the Islamic world, The Nour Foundation, 28 aprile 2006, ISBN 9781874780854.
- Eleanor Sims, Manijeh Bayani e Tim Stanley, Volume XXV, Part I – The Tale and the Image. Illustrated manuscripts and album paintings from Iran and Turkey (Part One), The Nour Foundation, 28 febbraio 2006, ISBN 9781874780809.
- J. M. Rogers e Manijeh Bayani, Volume XXV, Part II – The Tale and the Image. Illustrated manuscripts and album paintings from Iran and Turkey (Part Two), The Nour Foundation, 28 aprile 2006, ISBN 9781874780816.
- Shelia Blair, Volume XXVII – A Compendium of Chronicles: Rashid al-Din's illustrated history of the world, The Nour Foundation, 1995, ISBN 9781874780656.

Le monografie della collana Studies in the Khalili Collection presentano ricerche sugli oggetti della collezione di arte islamica:
- Geoffrey Khan, Volume I – Selected Arabic Papyri, The Nour Foundation, 1992, ISBN 9781874780663.
- Svat Soucek, Volume II – Piri Reis and Turkish Mapmaking after Columbus, The Khalili Portolan Atlas, The Nour Foundation, 1996, ISBN 9781874780670.
- Nicholas Sims-Williams, Volume III – (Part One) Bactrian Documents from Northern Afghanistan, Legal and Economic Documents, The Nour Foundation, 2012, ISBN 9781874780922.
- Nicholas Sims-Williams, Volume III – (Part Two) Bactrian Documents from Northern Afghanistan, Letters and Buddhist Texts, The Nour Foundation, 2007, ISBN 9781874780908.
- Nicholas Sims-Williams, Volume III – (Part Three) Bactrian Documents from Northern Afghanistan, Plates, The Nour Foundation, 2012, ISBN 9781874780915.
- Tony Goodwin, Volume IV – Arab-Byzantine Coinage, The Nour Foundation, 2005, ISBN 9781874780755.
- Geoffrey Khan, Volume V – Arabic Documents from Early Islamic Khurasan, The Nour Foundation, 2007, ISBN 9781874780717.
- Nada Chaldecott, Volume VI – Turcoman Jewellery, The Nour Foundation, 2020, ISBN 9781874780939.

## Ricezione
Lo storico dell'astronomia David A. King ha scritto che "Molti degli oggetti [...] sono opere di notevole e talvolta eccezionale bellezza, siano essi manoscritti miniati o opere d'arte scientifiche". Tahir Shah, scrivendo su Saudi Aramco World, ha descritto la collezione di Khalili come la più vasta raccolta di questo genere al mondo, nonché la più catalogata: "Il suo abbraccio di, virtualmente, ogni area conosciuta di artigianato mai perseguita nelle terre islamiche, è senza precedenti". Jo Lawson-Tancred, scrivendo su Apollo, ha osservato che le collezioni private non erano convenzionalmente aperte al pubblico accesso, ma che Khalili aveva pianificato di fornirle tramite una partnership con Wikimedia UK; oltre 1000 opere sono state digitalizzate e rese disponibili gratuitamente con una licenza Creative Commons.